# Duomo di Bassano del Grappa
Il duomo di Santa Maria Assunta in Colle è la più importante chiesa cattolica di Bassano del Grappa, in provincia e diocesi di Vicenza; fa parte del vicariato di Bassano del Grappa-Rosà. L'edificio si trova nel nucleo più antico del centro storico, il cosiddetto castello degli Ezzelini.

## Storia

### Dalle origini al dominio veneziano
Il duomo di Bassano del Grappa sorge su un sito da oltre un millennio sede di vita religiosa. Poco si sa della storia della chiesa prima dell'anno Mille. Quel che è certo è che attorno al 917, l'intera area di Bassano passò dalla diocesi di Asolo a quella di Vicenza con diritto feudale, ma la situazione generale del clero nell'area sembrò non essere delle migliori. Un primo tentativo di porre un freno alla povertà e al malcostume del clero locale venne portato avanti dal vescovo Girolamo di Vicenza (998 circa - 1013), il quale probabilmente fece erigere il primo nucleo della moderna chiesa di Bassano dedicato alla Madonna. La chiesa era retta da un arciprete.
Il primo documento storico che menziona l’esistenza della pieve di Santa Maria in Colle a Bassano del Grappa risale all’anno 998. Questo documento attesta l’importanza del sito di Margnano, dove si trova la pieve, e la sua rilevanza politica e religiosa nella Marca Veronese
Al 2 febbraio 1221 risale il secondo documento relativo alla storia della chiesa di Bassano, un prestito stipulato «n castro Baxani, in domo que est prope ecclesiam». All'inizio del Duecento, l'antica chiesa doveva apparire insufficiente per ospitare i fedeli della città che nel frattempo dovevano essere di molto cresciuti. La chiesa venne quindi tramutata in cripta e sopra di essa venne costruita una nuova chiesa, in forma basilicale a tre navate con torre campanaria. Al luglio del 1223 venne concesso dal vescovo di Vicenza la possibilità di erigere presso la parrocchiale di Bassano una collegiata con dei canonici. A partire dal 1280 venne eretta nei pressi della chiesa una cappella dedicata a san Vittore che sarebbe servita anche da abitazione di un eremita che avrebbe avuto il compito di custodire e tenere in ordine la chiesa e gli altari in essa contenuti, oltre a suonare le campane e assistere i sacerdoti nella liturgia. Malgrado ciò le finanze della chiesa locale apparivano ancora in crisi se nel 1280 lo stesso arciprete aveva limitato a soli quattro membri i partecipanti del proprio capitolo, contando anche sé stesso.
Nel 1308 venne terminata la chiesa di San Giovanni e venne posta sotto la cura della parrocchia di Santa Maria, spostando quindi l'attenzione verso la parte meridionale della città.

### L'età moderna
All'inizio del Quattrocento, l'arciprete Lazzarino de' Ferrari, spostò la canonica e il fonte battesimale presso la chiesa di San Giovanni. Nel contempo, il comune aveva ottenuto il giuspatronato sulla chiesa, entrando così in contrasto con la diocesi di Vicenza che si era opposta a questo fatto. Il favore nei confronti della chiesa di San Giovanni fece sì che l'8 ottobre 1460, quando padre Pietro Barno, visitatore pastorale per conto del vescovo di Vicenza si portò a visitare Bassano, poté annotare nella propria relazione come l'antica chiesa arcipretale si trovava in stato di completo abbandono, senza battistero, senza tabernacolo e con una struttura a rischio imminente di crollo. Richiese pertanto al comune di eseguire i necessari lavori di riparazione della struttura antica, che vennero eseguiti tra il 1465 ed il 1473. Il nuovo progetto, ad ogni modo, economizzò sulla chiesa ormai divenuta secondaria, il cui spazio interno venne riportato ad una sola navata e venne rifatto il tetto. Nel 1480 l'arciprete Benedetto Novello decise di riportare il fonte battesimale nell'antica chiesa di Santa Maria a lavori ultimati, ma già nel 1519 dovettero essere eseguiti nuovi lavori di riparazione in quanto un terremoto aveva fatto crollare il campanile della chiesa. I fondi tardarono ad arrivare ed il visitatore Pietro Aleandro, il 30 novembre 1528, constatò la presenza ancora di una chiesa in pessime condizioni strutturali, richiedendo nuovamente l'intervento del comune di Bassano. La situazione era di poco mutata all'epoca della successiva visita pastorale il 10 ottobre 1561 e fu solo per intervento dell'arciprete Pizzamano che si apportarono alcune migliorie. Nuovi lavori di sistemazione vennero intrapresi sotto il governo dell'arciprete Compostella a partire dal 1582 su istigazione del vescovo Michele Priuli. Nel 1588 l'arciprete Giovanni Micheli avviò la demolizione dell'antico edificio ormai ridotto a cripta e terminò la sistemazione del coro. Quando la città attraversò il periodo della peste, si fece voto di erigere una nuova cappella dedicate ai santi Bassiano, Clemente, Rocco, Sebastiano ed Emerenziana e di rifare completamente la facciata della chiesa. A metà Seicento il tetto venne completamente rifatto e dal 1690 vennero avviati dei lavori di abbellimento della nuova chiesa.
Fu nuovamente per intervento dell'amministrazione comunale bassanese che nel 1715 venne acquistata Ca' Zen, di proprietà della famiglia veneziana dei Gradenigo, la quale venne adattata per ospitarvi la residenza dell'arciprete e dei canonici. I lavori proseguirono sino all'epoca dell'arciprete Andrea Verci che fu il primo ad andarvi a risiedere stabilmente (1756).
Nel 1796 i napoleonici soppressero il capitolo dei canonici. Nel 1852 papa Pio IX decise di concedere al giovane arciprete Domenico Maria Villa (poi vescovo di Parma) il titolo di abate mitrato, quindi col privilegio di indossare le insegne vescovili durante le cerimonie.

### Dal periodo austriaco al Novecento
Nel 1908 l'arciprete Giovanni Battista Gobbi tentò di costruire un nuovo duomo, più spazioso e adatto alle esigenze della città, in località Bastion ma questo progetto incontrò la resistenza della popolazione e l'opera non si compì sia per i costi eccessivi (stimati in 1.500.000 lire dell'epoca) e sia per la posizione scelta per la nuova chiesa, giudicata troppo fuorimano rispetto al centro cittadino.
I lavori di costruzione del nuovo duomo di Bassano in località Bastion, avviati nel 1908, subirono un arresto durante la prima guerra (1915 1918) e quindi furono ripresi nell'immediato dopoguerra con alcune modifiche sul progetto di partenza. Nel 1930, dopo più di vent'anni dall'inizio dei lavori, la chiesa, destinata a soppiantare una volta per sempre il vecchio duomo di Santa Maria in Colle giaceva ancora incompiuta. Per portarla a termine si venne a patti con l'amministrazione militare in cerca di un sito conveniente dove raccogliere insieme le 6000 salme di caduti sparsi ancora nei vari cimiteri militari e civili della zona del Grappa. Così, anziché un duomo nuovo per il servizio religioso cittadino, fu costruito un monumentale tempio-ossario per i caduti in guerra.
Nel 1931 fu avviata una serie di accurate indagini sulle strutture del duomo di Santa Maria in Colle e quindi furono iniziati seri e rilevanti lavori di restauro che durarono sino al 1932 e si conclusero con la decorazione interna dello storico edificio.
Nell'ottobre del 1985 il comune iniziava l'intervento ritenuto assolutamente prioritario: la riparazione e la manutenzione all'intero sistema delle coperture del complesso del Duomo. In concomitanza con l’intervento in corso alle coperture, monsignor Giulio De Zen, allora Arciprete di Santa Maria in Colle, costituiva un comitato per il restauro del Duomo, affidandogli il compito di formulare un programma organico per gli interventi necessari all'interno della Chiesa che la Parrocchia si prefiggeva di eseguire al più presto. Quasi nel terzo centenario della chiusura del cantiere che ne configurò l'aspetto architettonico e decorativo, il Duomo, dopo il restauro architettonico e pittorico eseguito dal 1985 al 1988, riproponeva di nuovo leggibili i suoi valori.

## Descrizione

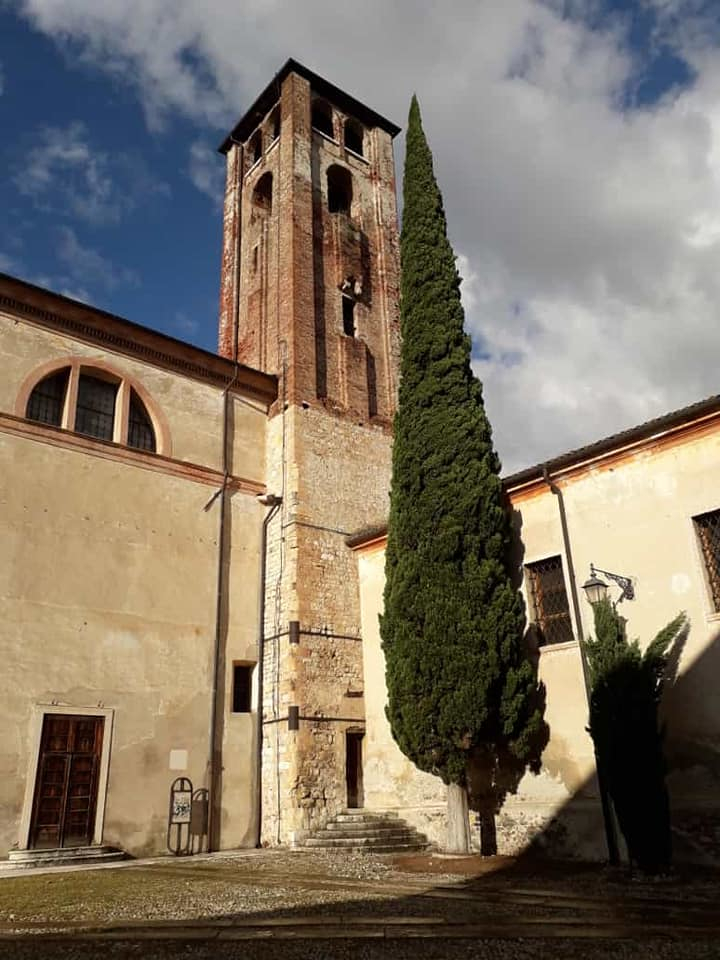
Campanile del duomo di Santa Maria in Colle

### Esterno
Il duomo di Bassano del Grappa non dispone di una vera e propria facciata nel senso classico del tema, bensì dispone di una semplice parete liscia interrotta solo da tre porte d'ingresso, di cui quella centrale è più alta e dotata di arco e frontone (il portone centrale), mentre quelle laterali sono più semplici, basse e squadrate. La parete è sovrastata da cinque finestre semicircolari che danno luce all'interno.
A fianco della chiesa si trova il campanile che presenta una struttura di base coeva alle mura del castello (XII-XIII secolo). Da documenti risalenti al Duecento, già si apprende che essa aveva la funzione di torre civica e quindi era utilizzata per la convocazione delle assemblee comunali che si svolgevano poi nel cortile del castello o sul piazzale antistante. Nel 1395, da inventario della Pieve si apprende che il numero delle campane sul campanile erano tre, per poi diminuire a due in una relazione del 1532 prima del restauro avviato dal comune a seguito del terremoto. Nei primi decenni del Settecento la torre campanaria era servita da due campane, ma si resero necessari nuovi lavori di restauro dopo un nuovo terremoto avvenuto nel 1698. Contestualmente il comune fornì il denaro necessario per la realizzazione dei lavori e ne decise anche l'elevazione di altri due metri e mezzo rispetto alla struttura esistente. L'architetto Andrea Tivoli, veneziano, si occupò del progetto.

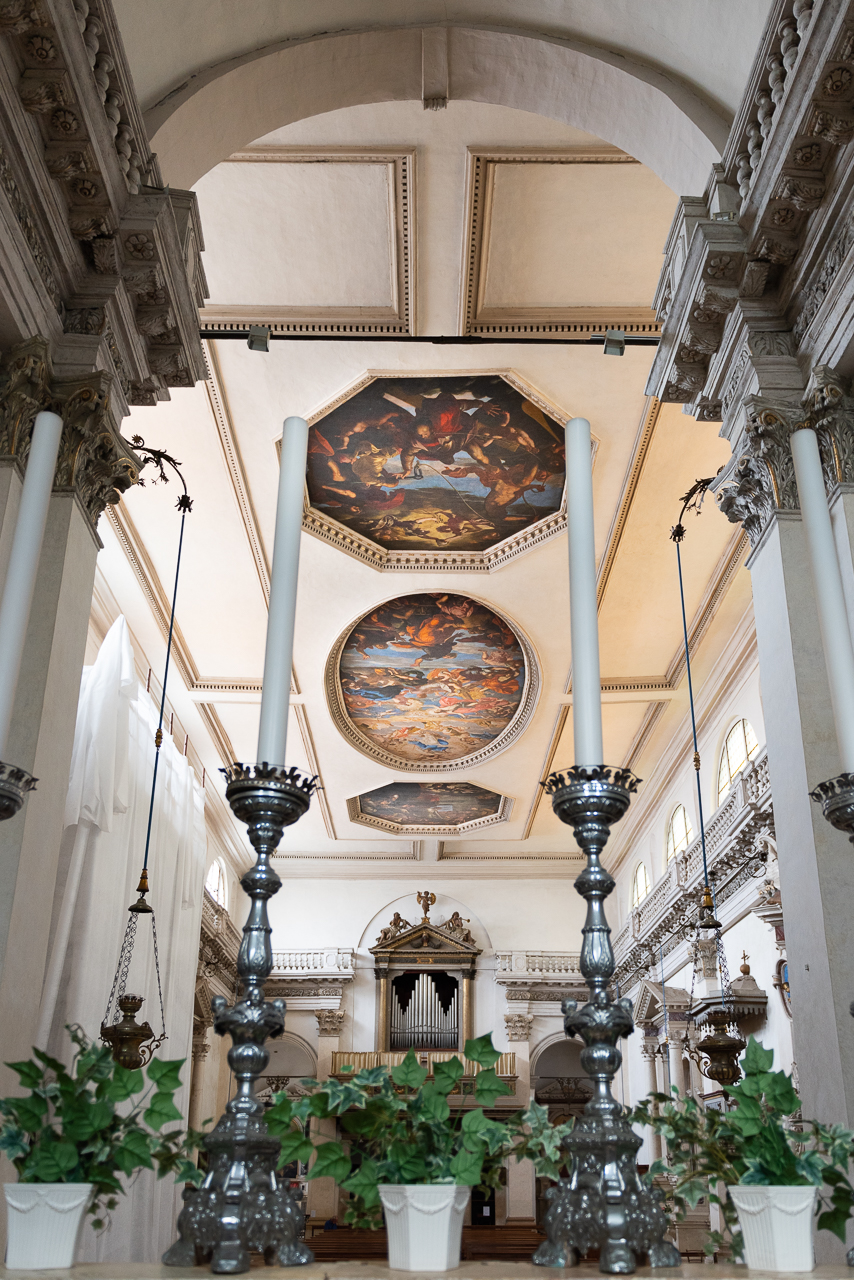
Vista particolare interno Duomo S.M. in Colle

### Interno
L'interno a pianta rettangolare, è contraddistinto da una singolare e quasi totale unitarietà storica e figurativa. Le pareti sono scandite da paraste corinzie sormontate da una balaustrata decorata a modiglioni. L'interno del duomo è caratterizzato dalla presenza del Battistero, dell'organo, dei confessionali e da otto altari completi di pale, oltre all'altare maggiore.
La situazione dell'interno del duomo, prima degli ultimi interventi dal 1985 al 1988, era quella di evidente degrado delle superfici e delle decorazioni, dovute soprattutto all'infiltrazione di acque meteoriche sia da alcune parti del tetto della navata centrale, sia dalle coperture, disposte a quote diverse dei corpi secondari; alla base delle pareti appariva anche la presenza di umidità risalente. Alla fine degli ultimi lavori di restauro, il duomo seppe riproporre, in modo leggibile e coerente, i suoi valori architettonici e spaziali.

#### Altare della Madonna del Rosario

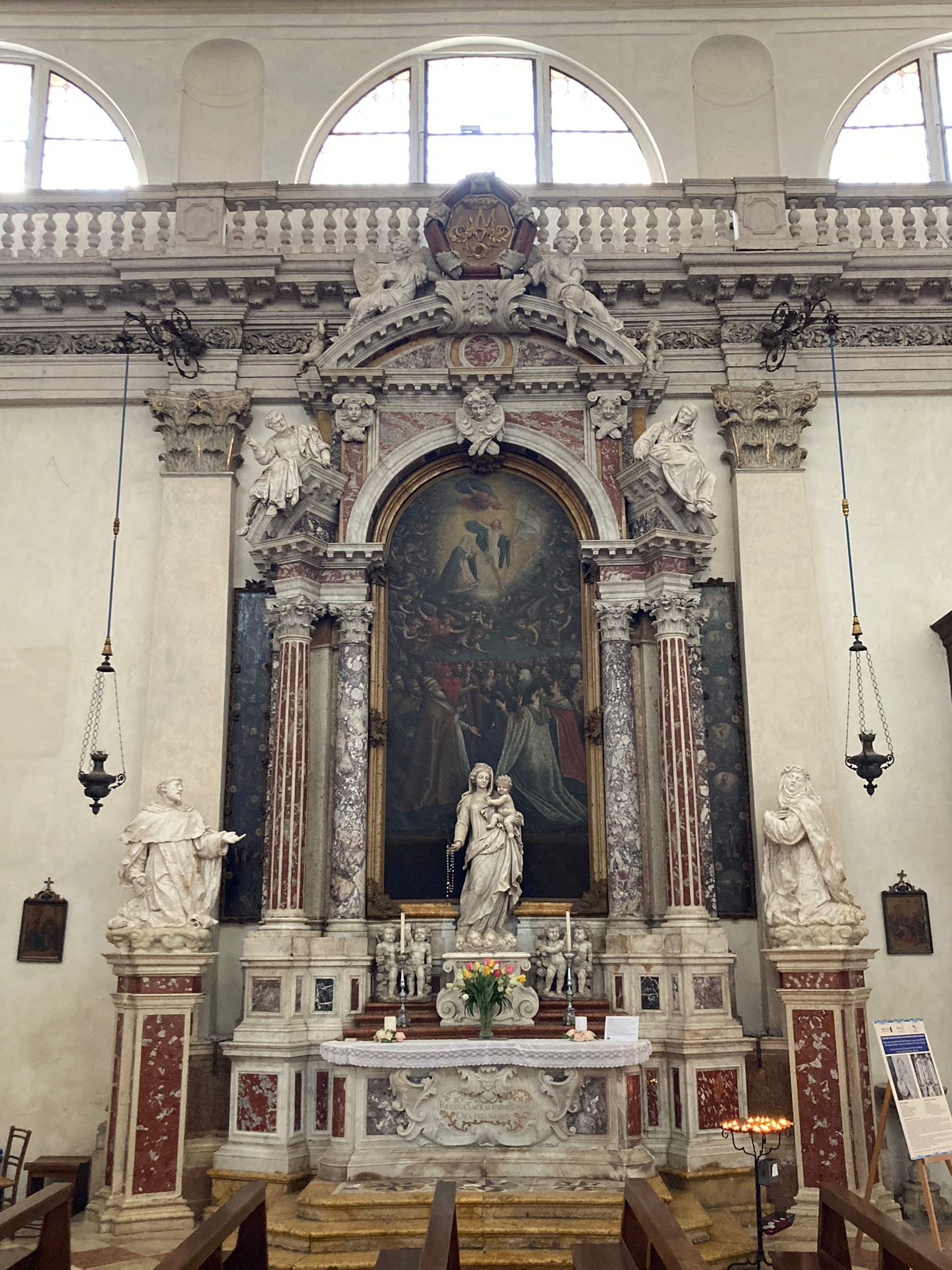
Altare della Madonna del Rosario

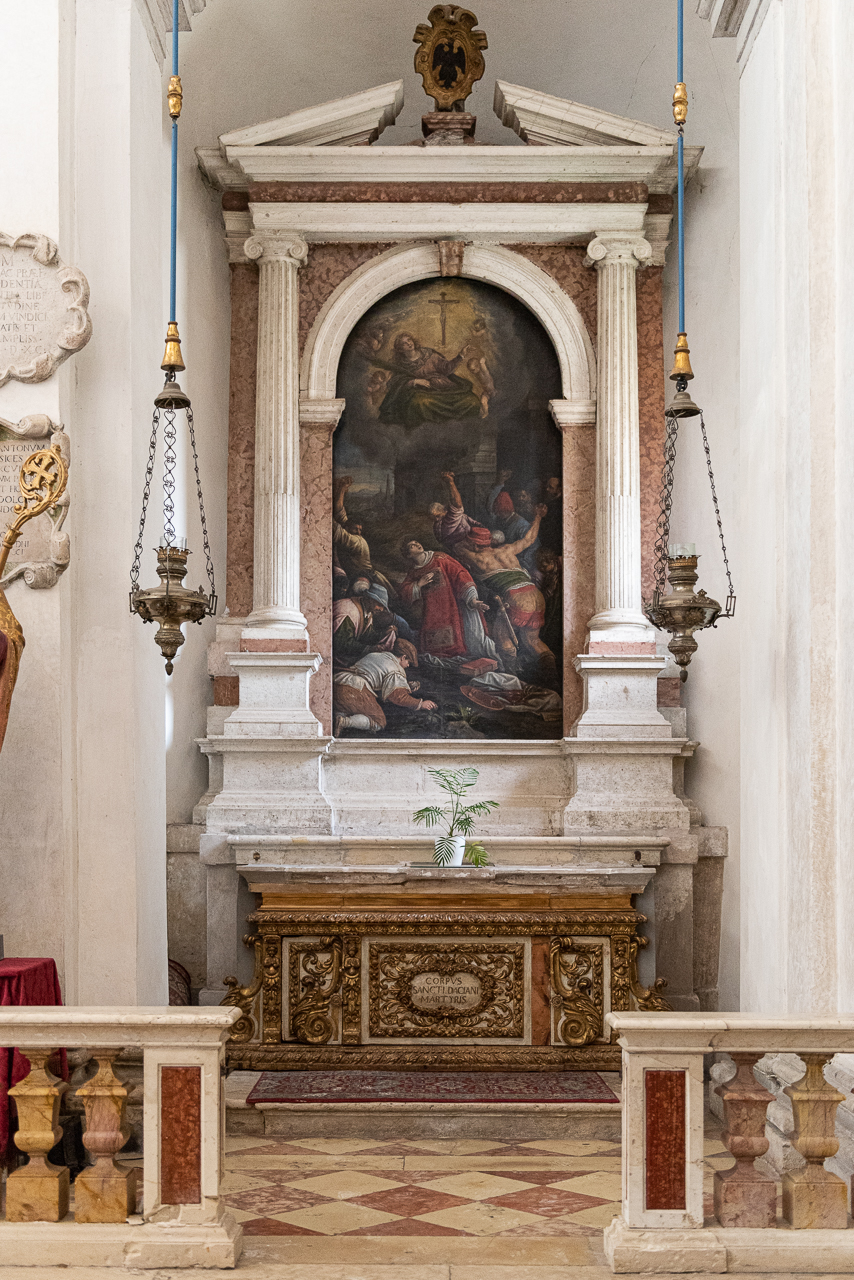
Altare dei Santi Stefano e Lucia

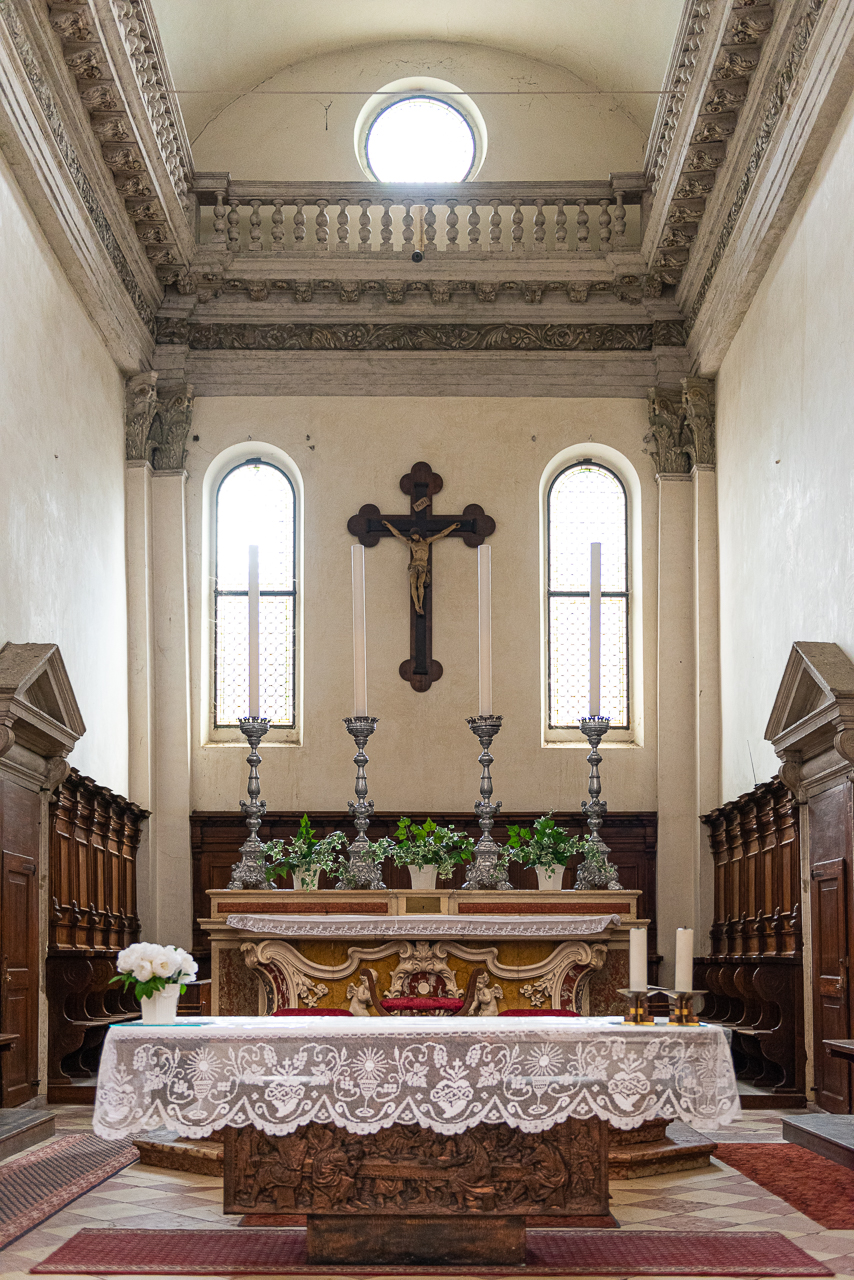
Altare del Santo Nome di Gesù

Legato al diffondersi della devozione alla Madonna del Rosario, collegata alla vittoria navale della Lega sacra contro i Turchi a Lepanto, venne eretto nel 1584, ricostruito nella seconda metà del Seicento. La struttura architettonica fu realizzata da Antonio e Alberto Bettanelli e arricchita dalle statue di Orazio Marinali raffiguranti i santi Domenico e Caterina in basso, Gioacchino e Anna nella parte mediana e da due angeli sul coronamento. Bernardo Tabacco intervenne successivamente in decorazioni marginali, come il fregio con putti che sorreggono ghirlande alla base della pala e le teste dei cherubini collocate nella zona superiore.
La Madonna col Bambino sul basamento e i quattro putti sono invece opera di Enrico Merengo.
La pala, che ha intento celebrativo, raffigurante la Madonna del Rosario con Cristo risorto, angeli e regnanti è opera, firmata, di Leandro Bassano.
Ai lati dell'altare sono appese due telere lunghe e strette con i quindici Misteri del Rosario, otto in una e sette nell'altra, entro scomparti ovali, opere seicentesche attribuite ad Antonio Scajaro.
L'intero altare, comprensivo delle statue di Orazio Marinali raffiguranti i santi Domenico, Caterina, Gioacchino e Anna, della pala di Leandro Bassano raffigurante la Madonna del Rosario con Cristo Risorto e delle telere con i quindici Misteri del Rosario è stato oggetto di un importante restauro nel 2021-2022 promosso da Fulvio Bicego ed eseguito da Antonella Martinato.

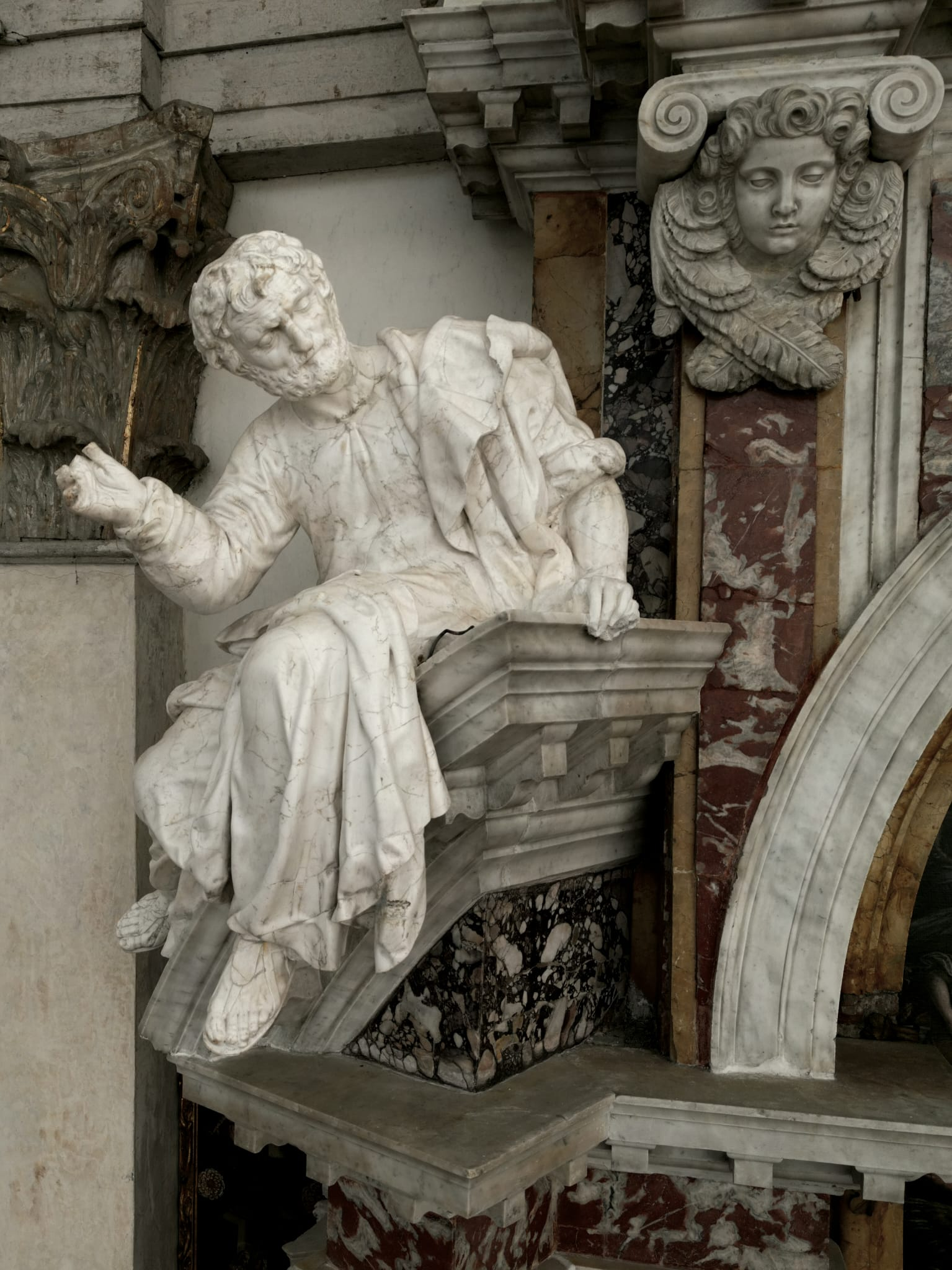
Statua di San Gioacchino
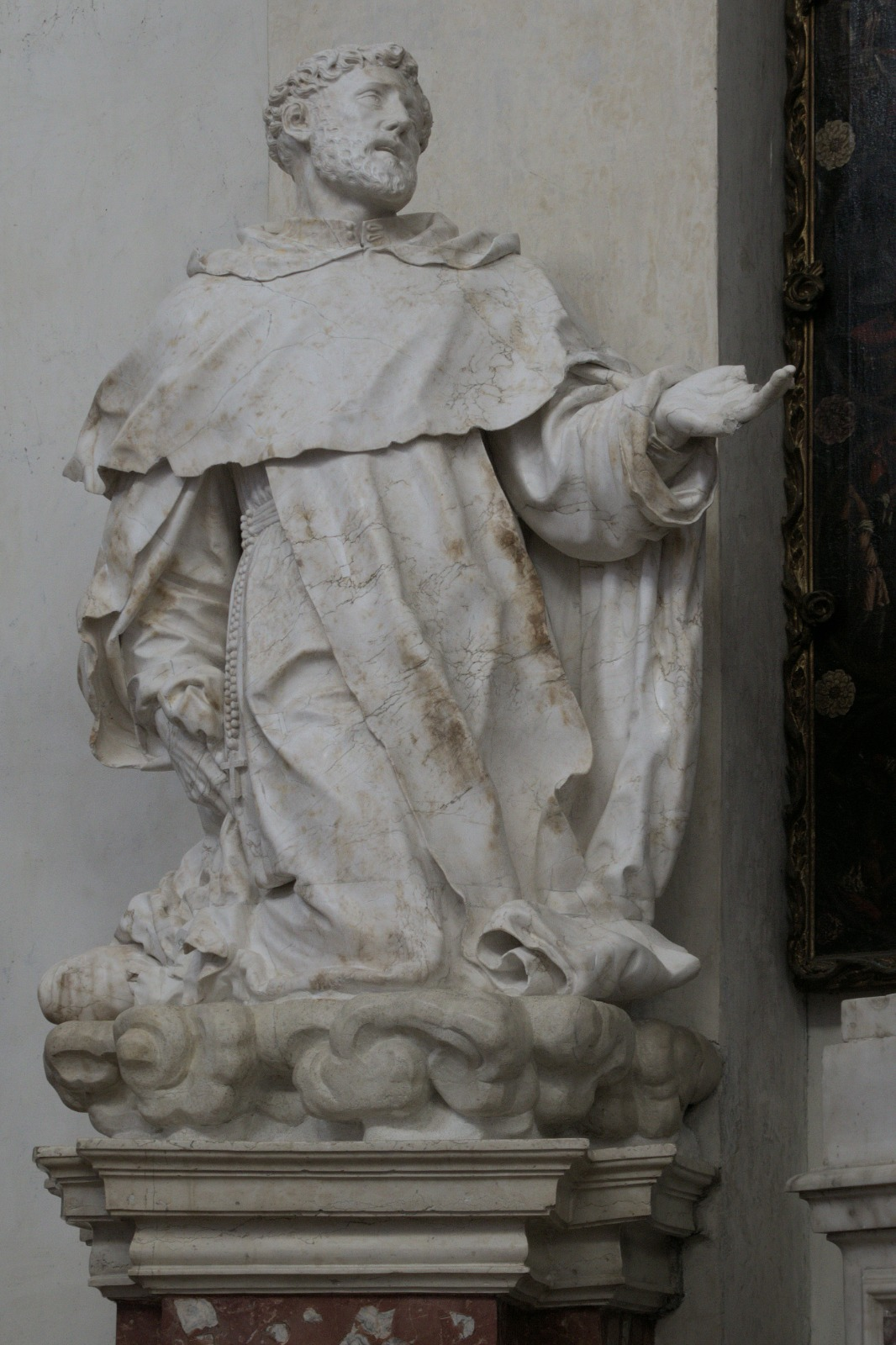
Statua di San Domenico
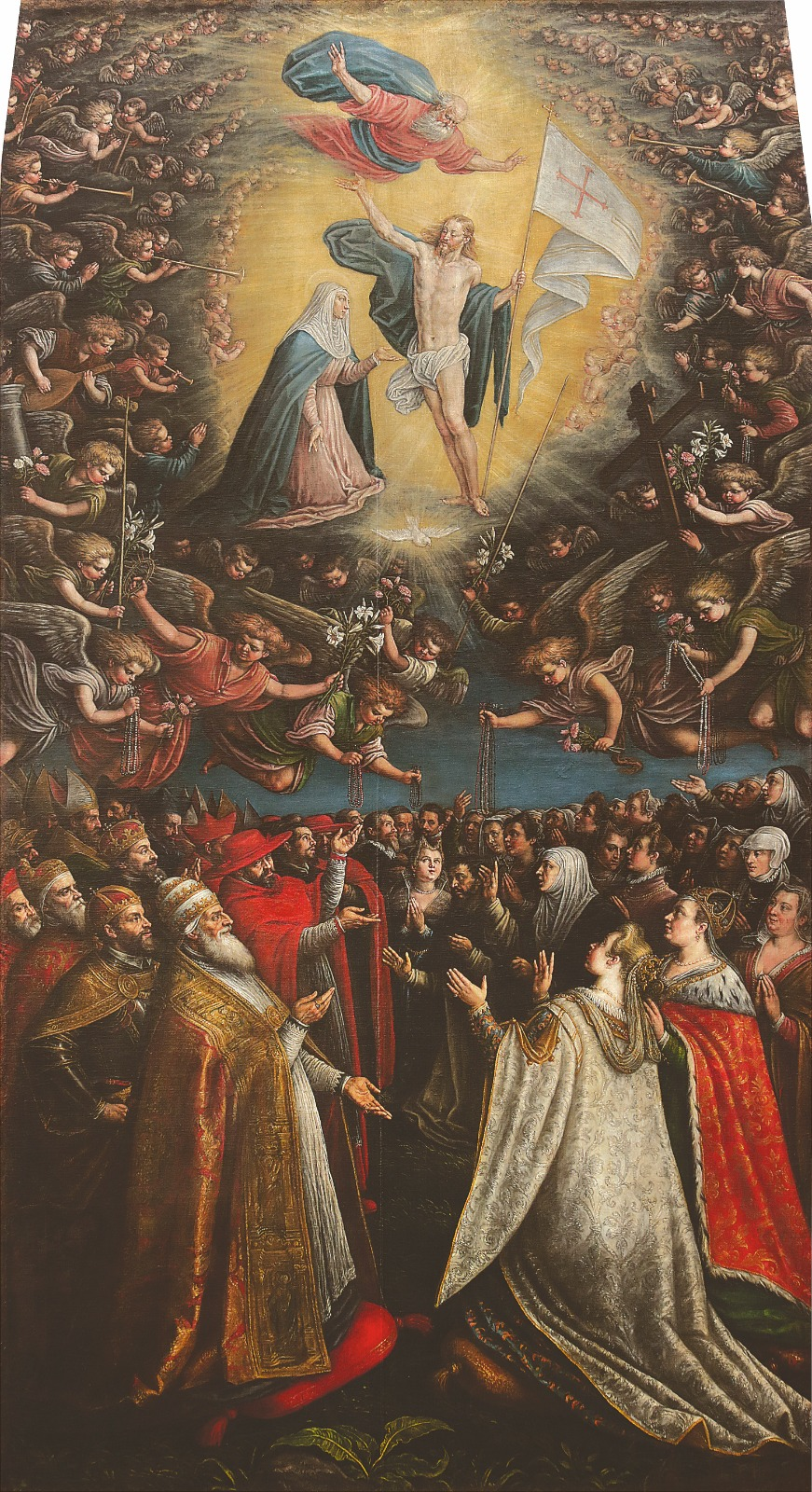
Pala raffigurante la Madonna del Rosario, Cristo risorto, Angeli e Regnanti
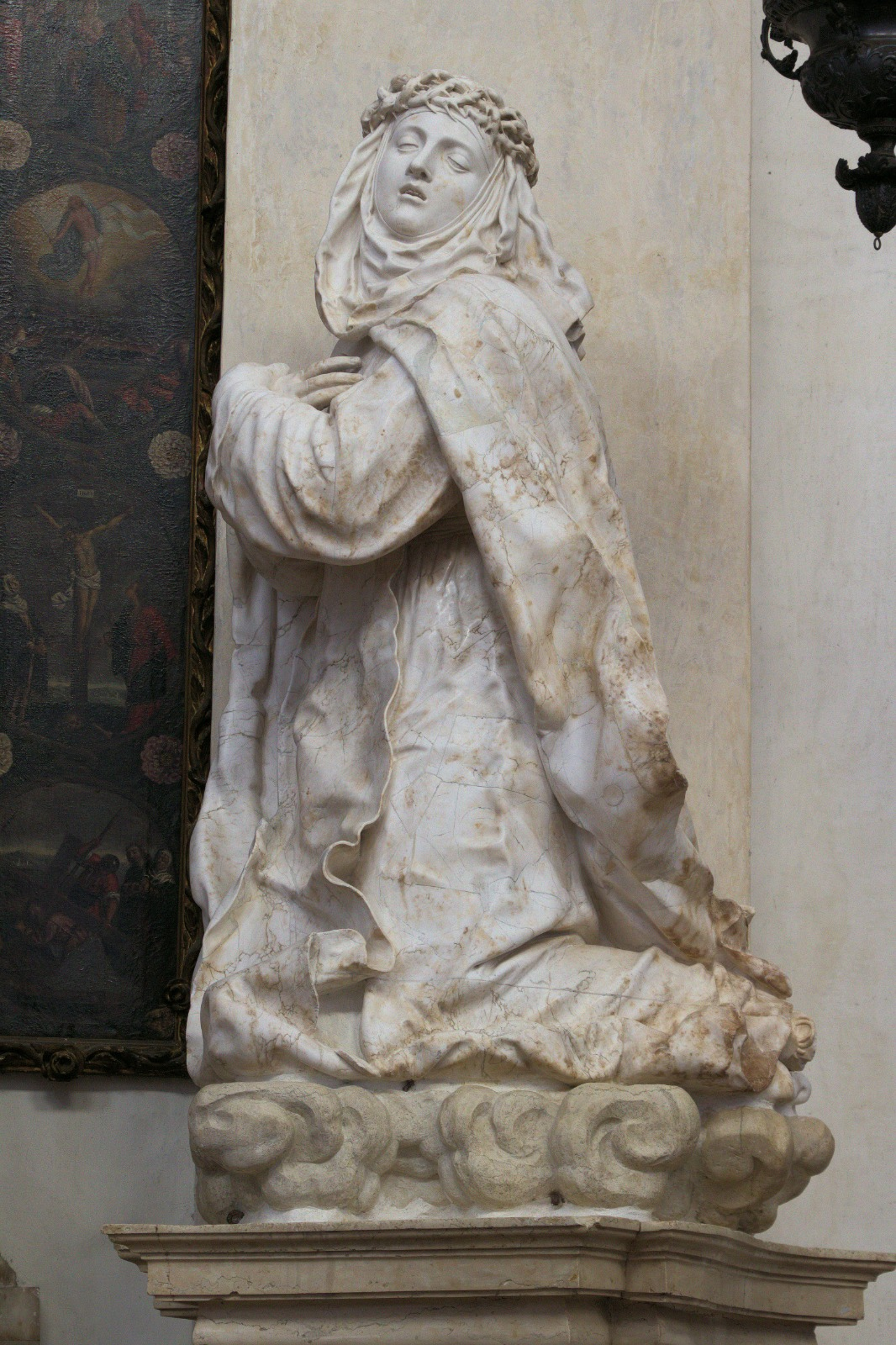
Statua di Santa Caterina
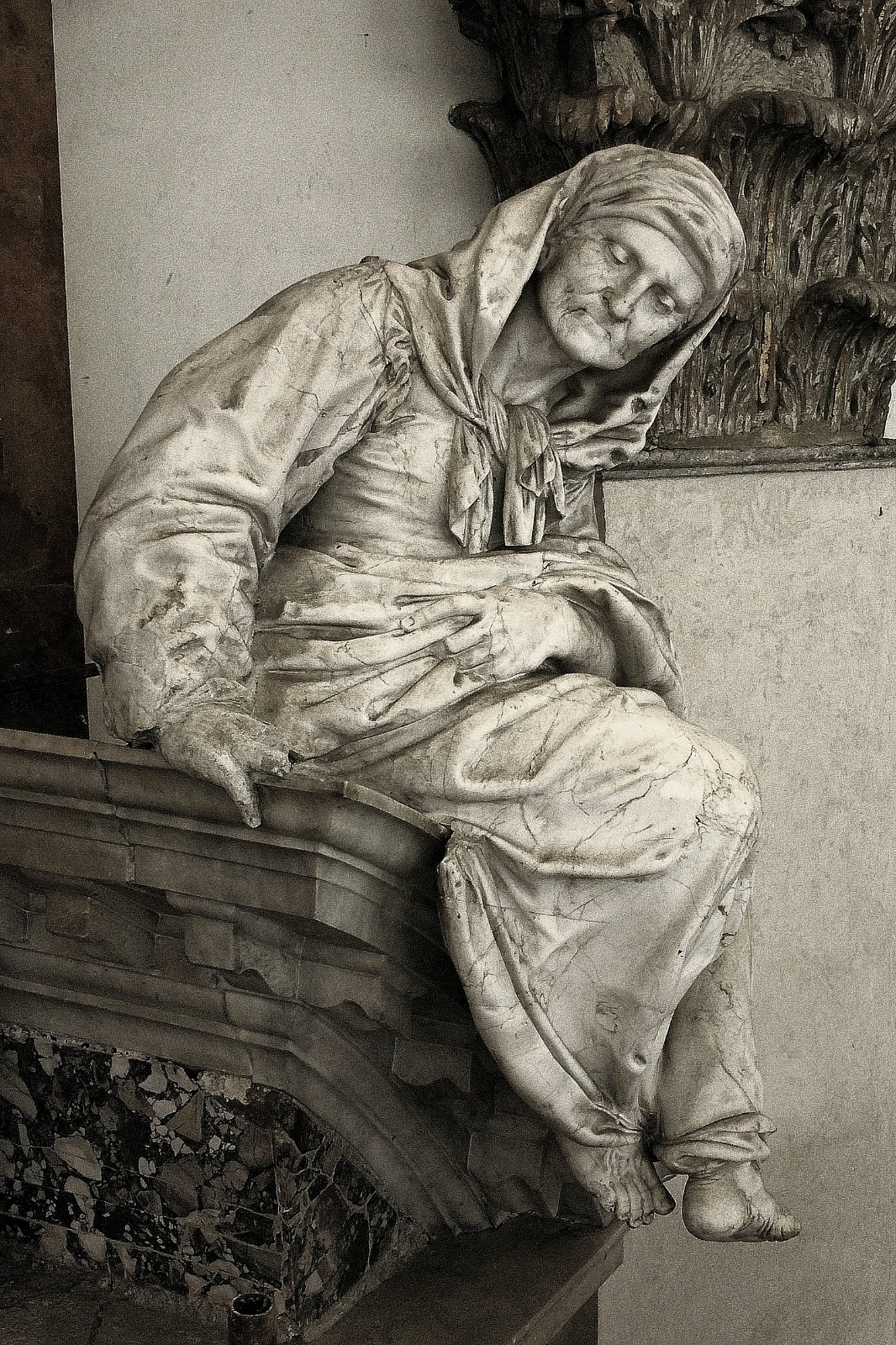
Statua di Sant'Anna

#### Altare dei santi Stefano e Lucia
L'altare risale alla fine del Seicento. quando fu sostituito l'antico altare ligneo e venne realizzato invece in marmo. Come per gli altri nella medesima chiesa, la mensa si trova sormontata da lesene e colonne scanalate con capitelli ionici che sostengono una trabeazione semplice, con un timpano spezzato decorato a dentelli, che accoglie in centro uno stemma ligneo. Il paliotto ricopre interamente l'urna contenente il corpo di san Daciano, invocato nel 1679 contro la pestilenza, con la scritta «CORPUS SANCTI DACIANI MARTYRIS».
La pala d'altare raffigura la Lapidazione di Santo Stefano di Leandro Bassano (1557-1622). Nella parte superiore si trova Santa Lucia in gloria, dipinto che venne aggiunto da Giovanni Goffrè, nativo di Liegi, ma operoso nella seconda metà del Seicento a Bassano del Grappa.

#### Altare maggiore

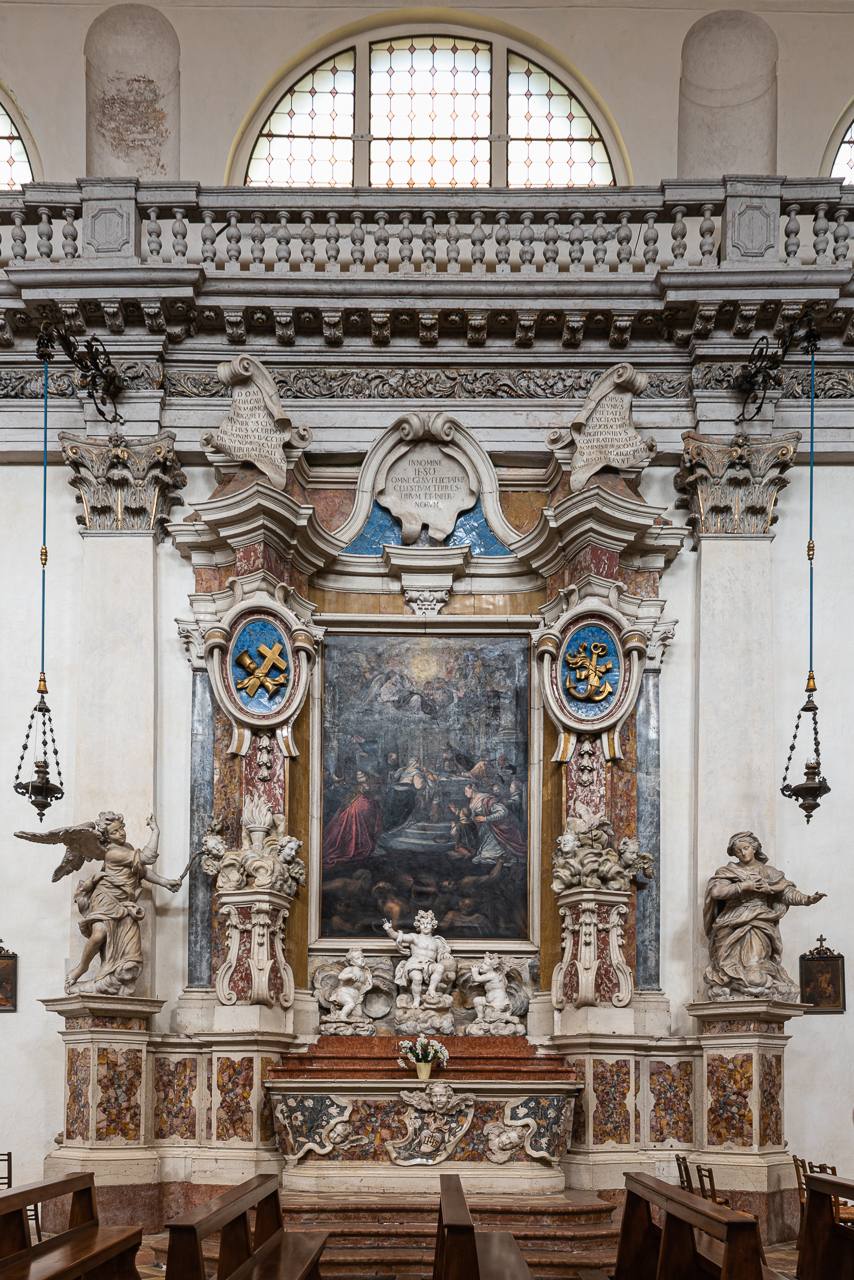
Altare del Santo Nome di Gesù

L'altare maggiore viene indicato nella nuova posizione dai documenti già nell'anno 1295. Nel Cinquecento, con i restauri eseguiti per la chiesa, l'altare giunse a occupare l'intera area del presbiterio ma, su suggerimento del vescovo di Vicenza, nel 1588 venne ristretto e creato uno spazio adatto per un coro con diciassette stalli lignei e vennero ricavate anche le due cappelle laterali. La parte frontale della mensa è decorata nell'area del paliotto con una composizione centrale che vede due angioletti in altorilievo in preghiera davanti ad un calice con l'ostia racchiusi in un ovale. Sopra l'altare è appeso un crocifisso a grandezza naturale su una croce trilobata.

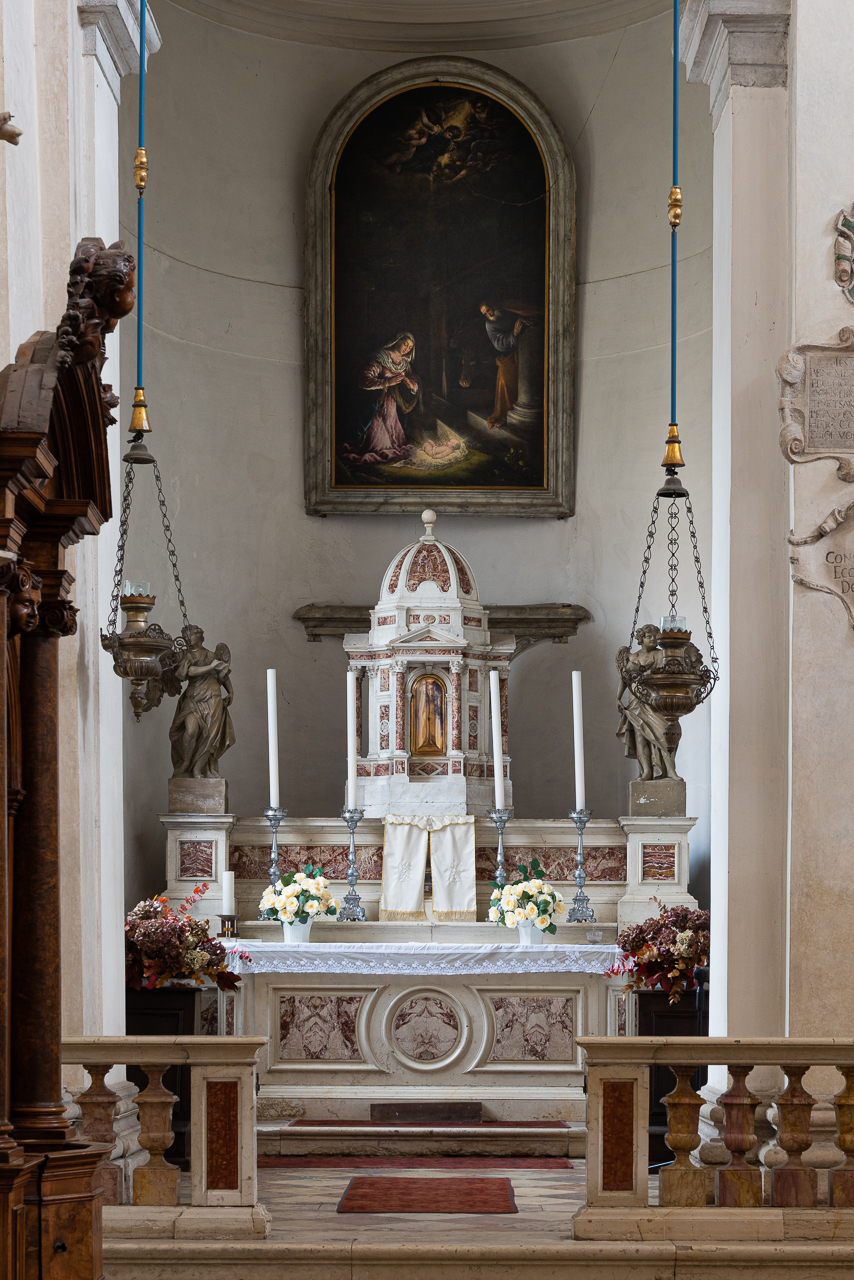
Altare del Santissimo Sacramento

#### Altare del Santissimo Sacramento
L'altare trova posto nella cappella della "Madonna del parto" o "della Natività", amministrata in passato da una confraternita di sole donne.

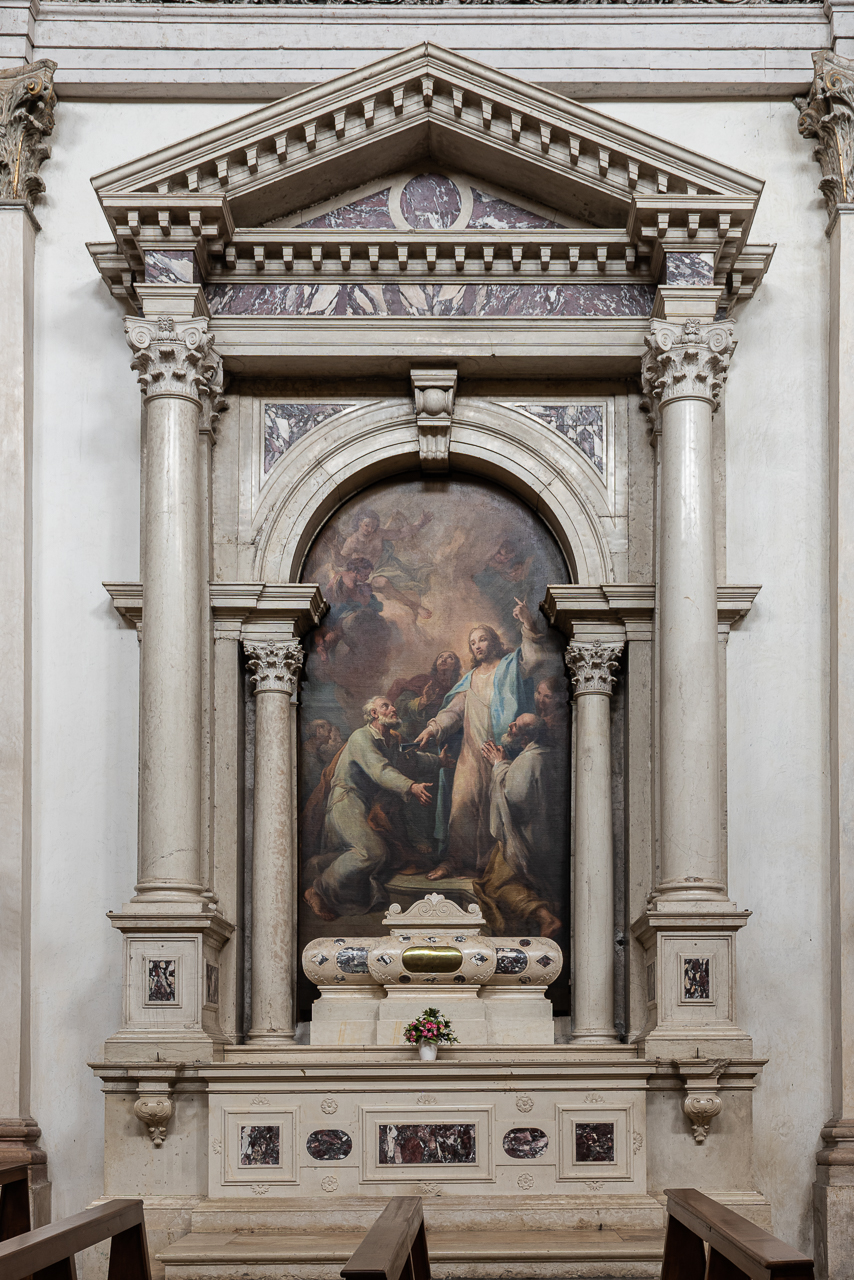
Altare di San PIetro

Sopra la mensola nel mezzo trova posto il tabernacolo in marmi policromi (1799).
La pala della Natività, eseguita verso la fine del Cinquecento, è stata attribuita a un bassanesco della bottega o forse a Gerolamo Dal Ponte, mentre le fonti antiche lo attribuivano alla fase senescente di Jacopo con l'aiuto del figlio Leandro.

#### Altare del Santo Nome di Gesù
La cappella del Santo Nome di Gesù presenta un altare realizzato in marmi policromi molto movimentato, fiancheggiato da pilastri marmorei che sostengono la struttura trabeata nella parte superiore. Sui pilastri si trovano due medaglioni a stucco rappresentanti in oro i simboli della Fede (la croce e il calice a sinistra) e della Speranza (l'ancora) su fondo blu. Alla base dei pilastri si trovano delle sculture con nuvole e tre teste di cherubini con da una parte una fiaccola (Fede) e dall'altra la colomba dello Spirito Santo (Speranza). Appena sopra l'altare si trova la figura di Gesù Bambino in posizione benedicente e poggiante una mano sul mondo, affiancato da due angeli inginocchiati. Nell'area del paliotto si trova un misto di marmi policromi con tre teste di cherubini che sembrano fuoriuscire da finti drappeggi fiorati. Quello centrale riporta il monogramma di Cristo. Ai lati dell'altare, con l'uso di due statue poste su alti piedistalli, viene rappresentato il momento dell'Annunciazione con le statue della Vergine a destra e dell'arcangelo Gabriele a sinistra. Il progetto dell'altare si deve al bassanese Bernardo Tabacco.
La pala presente sopra l'altare, dono della Confraternita del Santo Nome, eseguita da Jacopo Bassano e da suo figlio Francesco, fu trasferita nel 1870 al museo civico cittadino e sostituita da una copia fedele, eseguita da Giuliano Vanzo Mercante. La scena è quella della circoncisione collocata tra due fasce, quella in basso rappresenta mostruosi demoni e quella in alto angeli del Paradiso. La scena centrale della circoncisione è ambientata tra grandiose costruzioni architettoniche e numerosi personaggi.
L'altare apparteneva alla costosa categoria degli «altari lustradi a specchio».

#### Altare di San Pietro
Eretto su uno zoccolo di tre gradini, si trova l'altare settecentesco realizzato in pietra bianca con diverse tarsie policrome. Sopra l'altare due lesene con capitelli corinzi sostengono un timpano decorato a dentelli. Nell'area del paliotto si trovano decorazioni con fiori a rilievo e motivi geometrici. Sopra la mensa, al posto tradizionalmente destinato ad accogliere il tabernacolo, si trova una grande urna di marmo per accogliere e custodire le reliquie della chiesa.
La pala d'altare sovrastante la mensa raffigura la Consegna delle chiavi a san Pietro del pittore e ritrattista veneziano Giuseppe Nogari (1699-1763), allievo di Antonio Balestra, realizzata verso gli anni finali della sua attività. L'opera è stata restaurata nel 1988.

#### Altare di San Gaetano

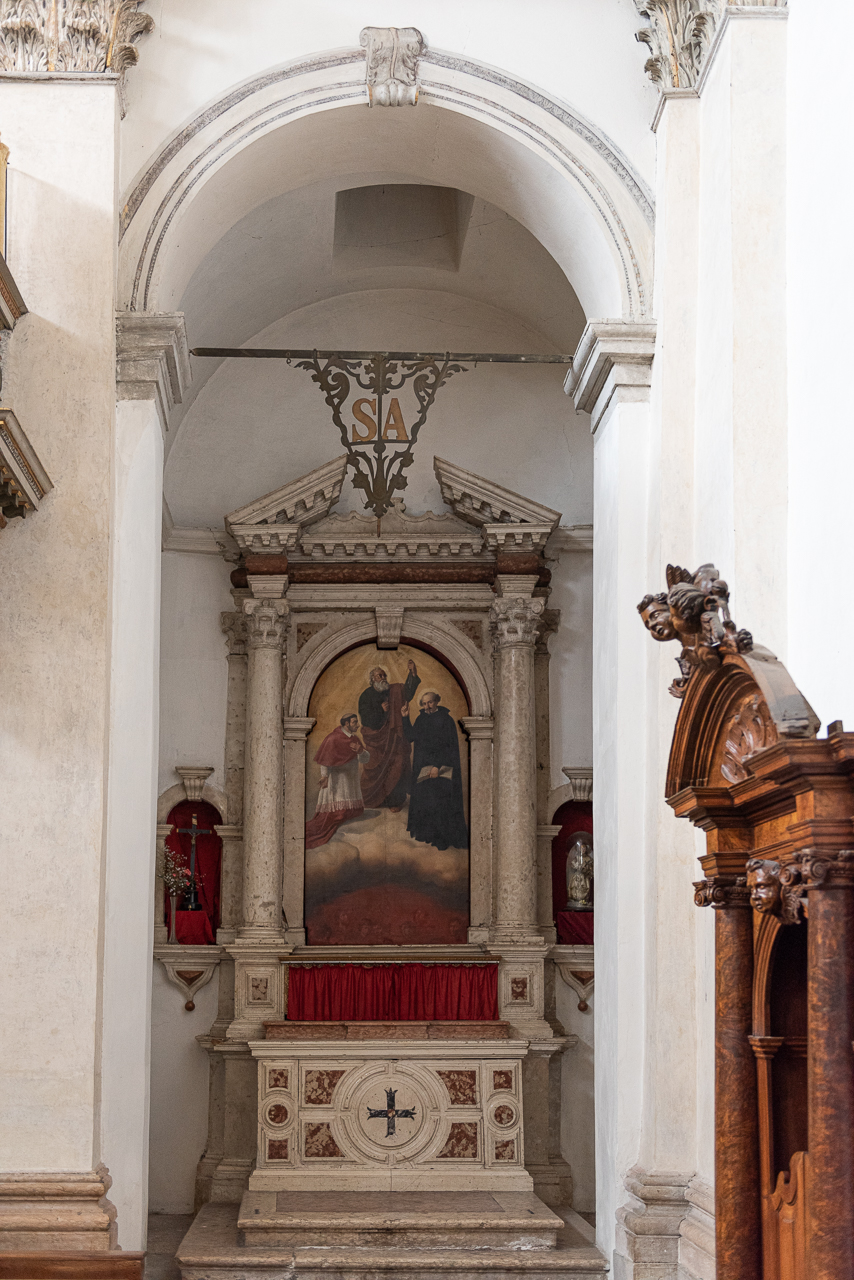
Altare di san Gaetano

L'altare di San Gaetano (detta anche del Crocifisso), presenta una struttura semplice con un altare in marmo con tarsie sovrastato da lesene e colonne in pietra vicentina che sostengono un timpano spezzato decorato a dentelli. Nell'area del paliotto, la mensa è decorata con motivi geometrici e la figura di una croce al centro. La cappella così come appare ai giorni nostri, venne terminata nel 1681. La dedicazione al crocifisso prende spunto dalla presenza di un crocifisso laterale che proviene dalla chiesa di San Francesco d'Assisi a Bassano e che è stato in seguito qui trasferito.
Sopra il gradino della mensa sono conservati dentro un'urna i resti della protomartire santa Stratonica.
La tela centrale raffigura san Bartolomeo apostolo al centro, affiancato a destra da san Carlo Borromeo e a sinistra da sant'Ignazio di Loyola. Sotto la composizione si trovano le anime del Purgatorio tra lingue di fuoco. L'opera è di Francesco Roberti (1769-1857).

#### Altare del Suffragio
Posta a sinistra del battistero, la cappella del Suffragio venne eretta nel 1645 e distinta dall'altare in pietra fiancheggiato da lesene e colonne con capitelli corinzi che sostengono un timpano spezzato decorato a dentelli. I marmi utilizzati per la mensa sono il biancone di Pove e varie tonalità di grigio. Sopra il gradino della mensa si trova un'urna d'argento con le reliquie dei martiri papa Eusebio e Degna.
La pala d'altare è del bassanese Giuseppe Lorenzoni e rappresenta la salvezza delle anime del Purgatorio con la figura centrale di un angelo che porta verso il Paradiso un'anima salvata mentre la Madonna e un angelo si inchinano per riceverla. Sotto queste figure si trovano le altre anime ancora nel Purgatorio, tra lingue di fuoco.

#### Altare dei Santi protettori

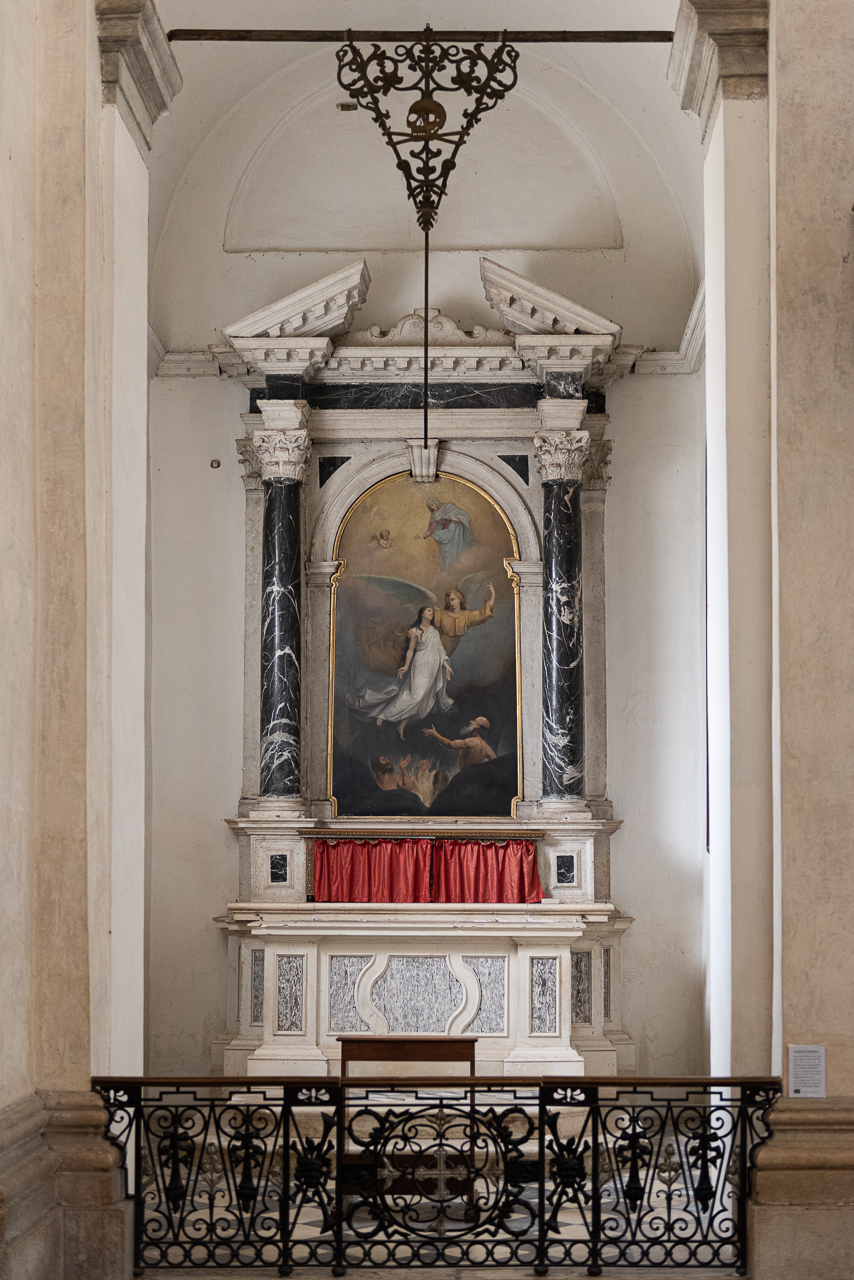
Altare del Suffragio

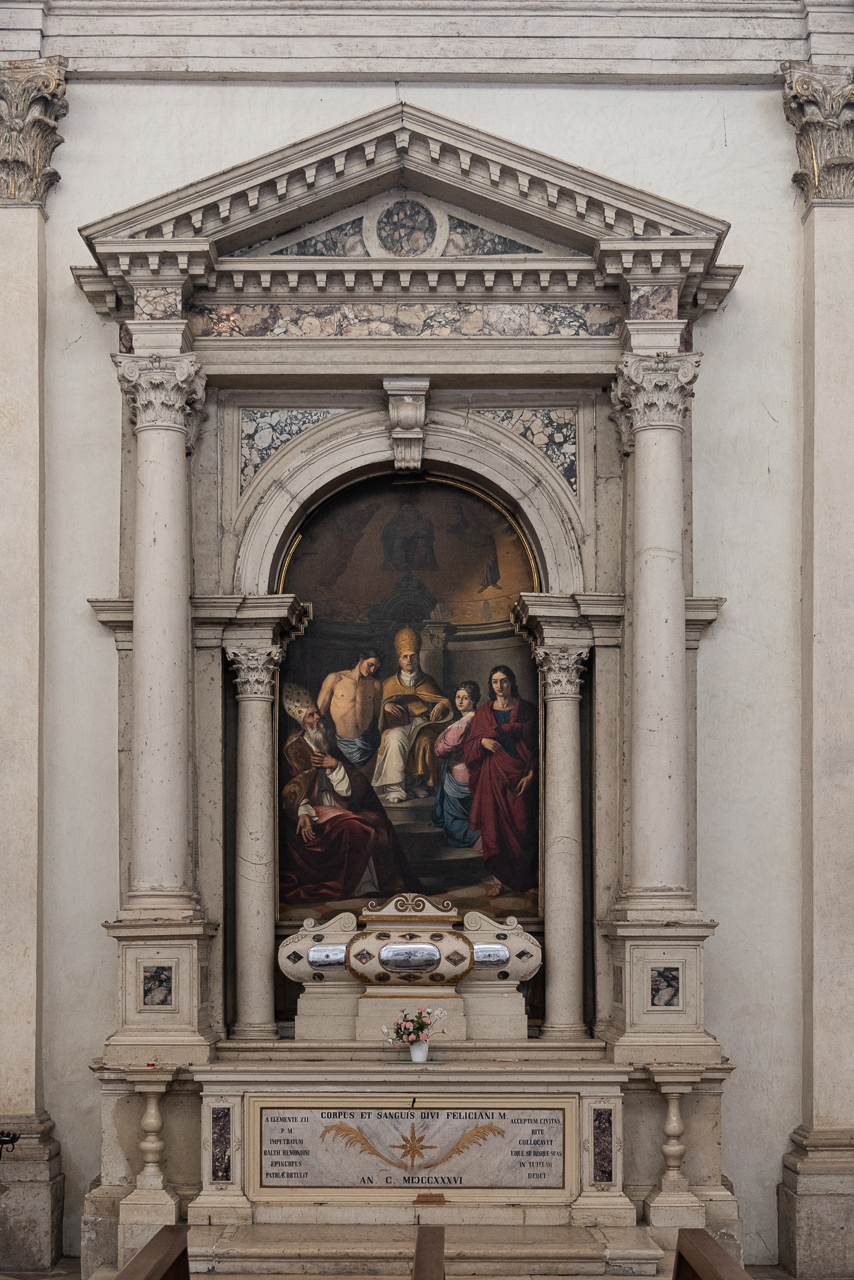
Altare dei Santi protettori

Dedicato ai santi protettori della città di Bassano, l'altare venne costruito nel 1643 a seguito dello scioglimento di un voto da parte della città che decise di dare degno onore ai santi patroni qualora la città fosse stata salvata dalla peste. L'altare attuale, realizzato in pietra bianca di Pove, presenta delle specchiature fior di pesco e tarsie grigie, risale alla seconda metà del Settecento e presenta notevoli somiglianze con l'altare di san Pietro, proprio dalla parte opposta della chiesa. Sopra la mensa si trova un'urna per custodire le reliquie e sopra di essa spicca la pala d'altare, realizzata da un giovane Giustiniano Vanzo Mercante che la completò nel 1835. Sopra l'altare si trovano due colonne che sostengono un timpano decorato a dentelli. Nella sottostante urna sono contenuti i resti del protomartire san Feliciano.
Nel dipinto sono raffigurati tutti i santi protettori della città di Bassano san Bassiano di Lodi, san Sebastiano, san Clemente, santa Emerenziana e san Rocco. La scena è ambientata in un ambiente simile all'abside di una chiesa, con la Madonna con Bambino tra i santi Paolo e Pietro dipinta nel finto catino absidale. Il trono sullo sfondo accoglie la figura di san Clemente attorniato poi agli altri santi.

#### Soffitto
Il soffitto della chiesa, piano, è caratterizzato dalla presenza di una grande tela centrale di forma ellittica raffigurante l'Assunzione di Maria affiancata da tele ottagonali poste ai lati raffiguranti San Bassiano vescovo tra il popolo e il Martirio e la gloria di san Clemente papa. Le tre opere vennero realizzate da Giovanni Battista Volpato tra il 1688 ed il 1689.

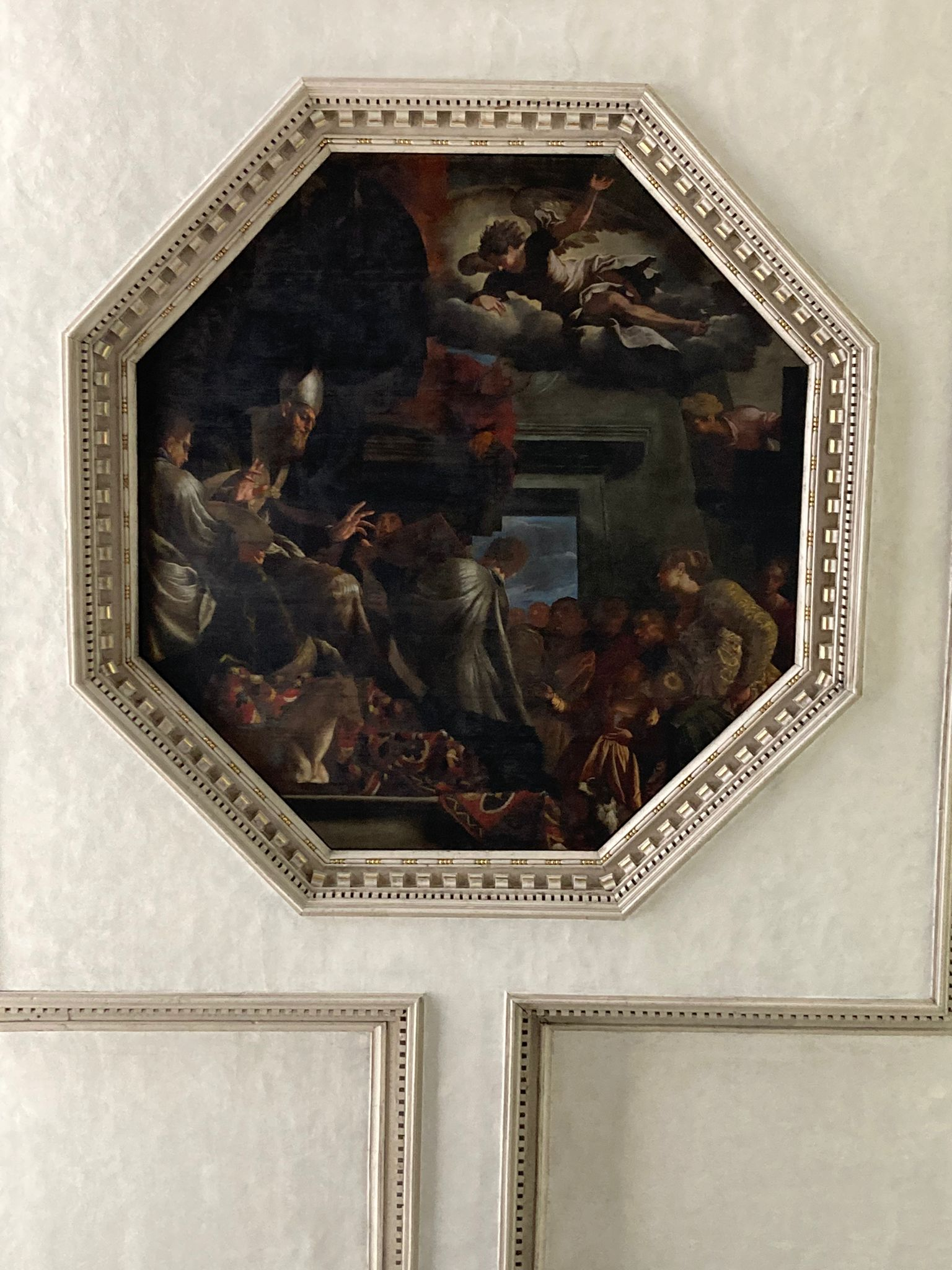
San Bassiano Vescovo tra il popolo di Giovanni Battista Volpato
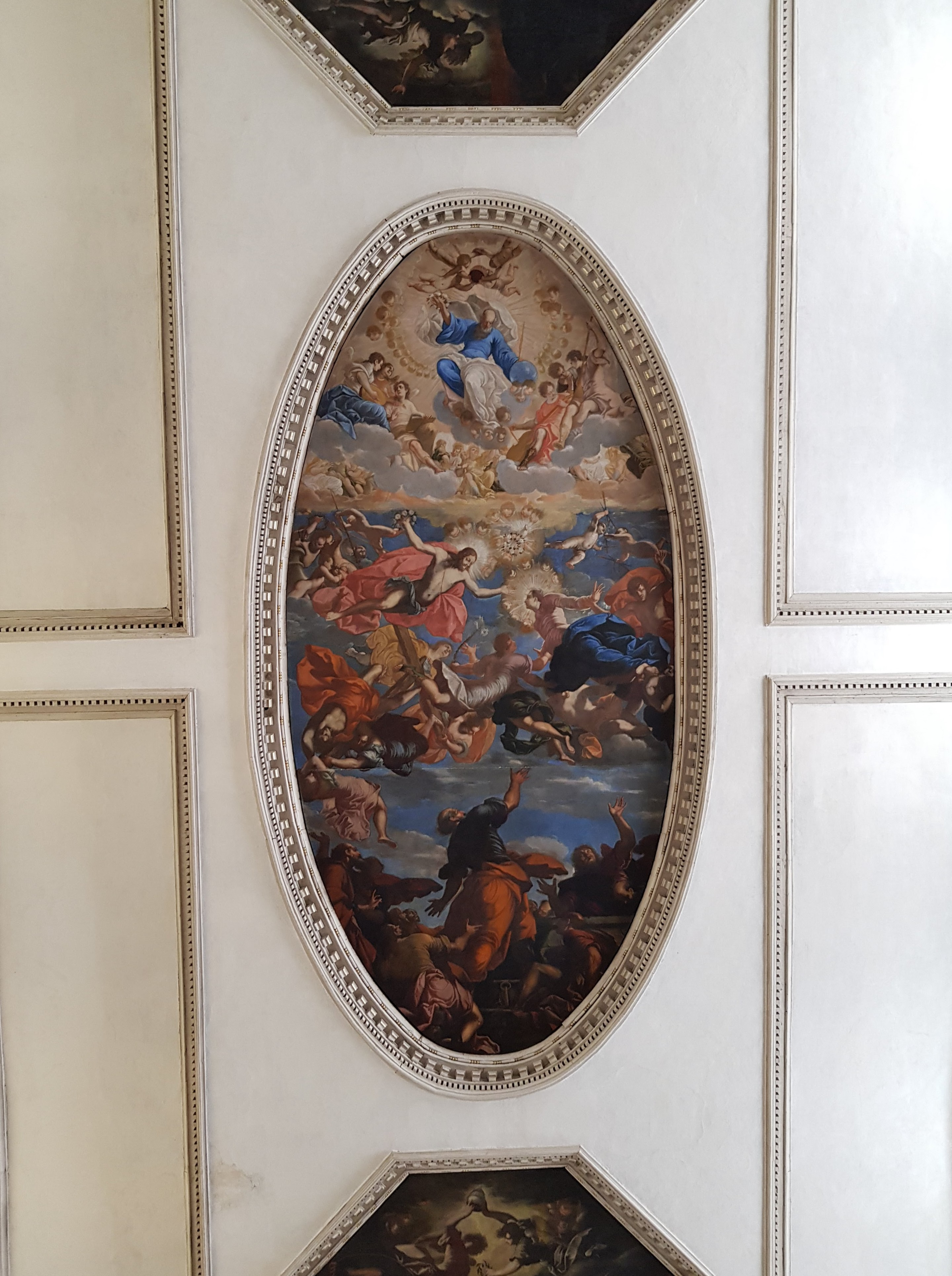
Assunzione di Maria di Giovanni Battista Volpato
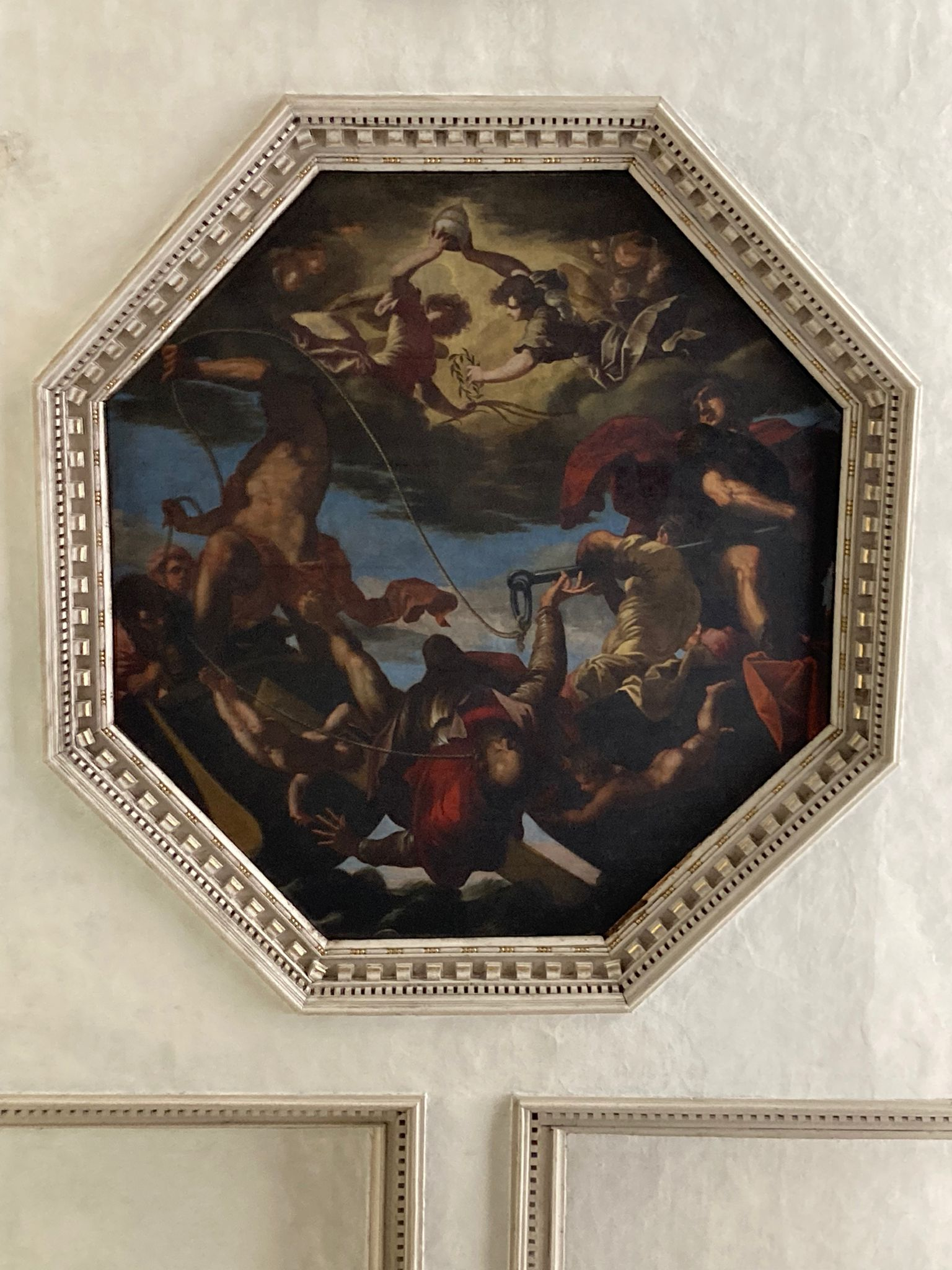
Martirio e Gloria di San Clemente Papa di Giovanni Battista Volpato

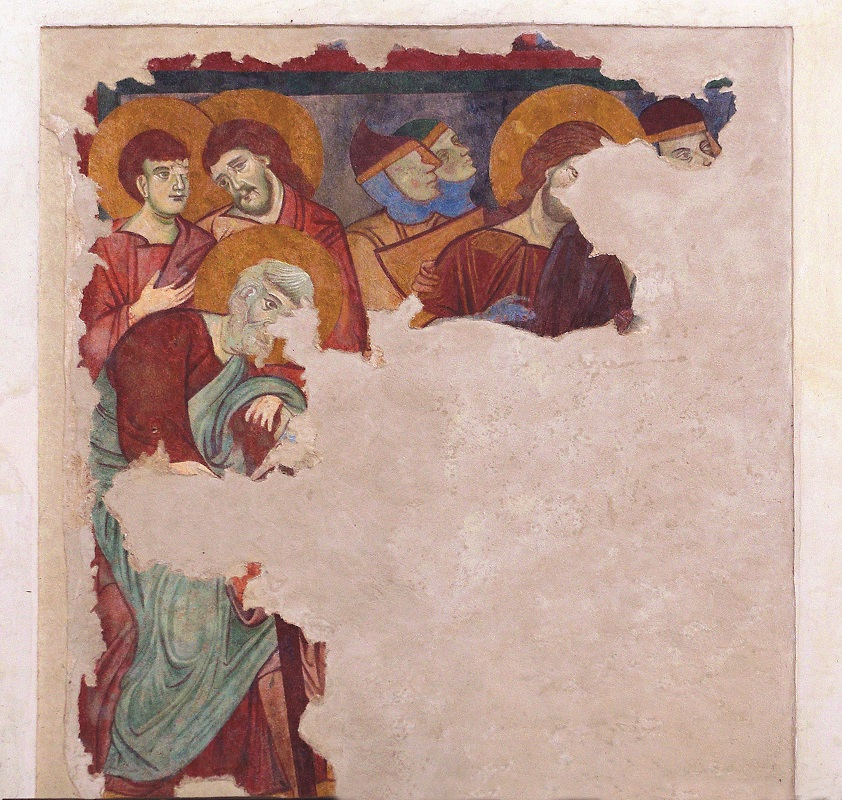
Affresco della Cattura di Cristo

#### Frammento di affresco con la Cattura di Cristo
Nel corso dell'ultimo restauro è stato rinvenuto il frammento di affresco, posto al di sopra del portone anteriore, raffigurante la Cattura di Cristo, brano superstite di un probabile ciclo decorativo riguardante Storie della Passione.
L'autore era un affermato freschista contemporaneo di Cimabue e attivo nei grandi centri del potere, probabilmente a Venezia.
Si distinguono l'imberbe san Giovanni evangelista, san Giuseppe d'Arimatea e il Cristo catturato. In secondo piano emergono le teste di tre soldati.

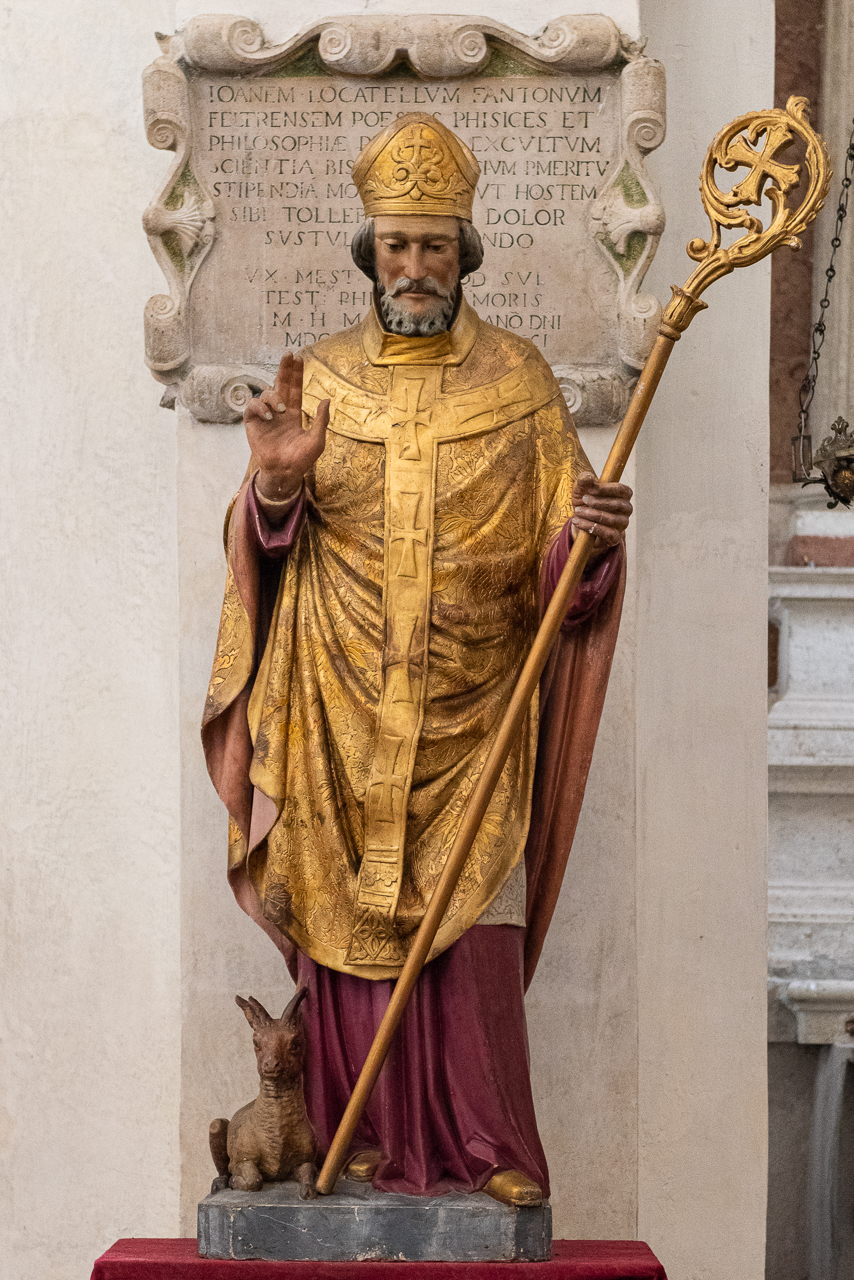
Statua di san Bassiano bene dicente

#### Statua di San Bassiano benedicente
La città di Bassano del Grappa, dopo la disfatta di Caporetto si trovò in prima linea e venne deciso come voto di tributare a san Bassiano una nuova immagine, riprendendo quella antica conservata nella cattedrale di Lodi.
L'artista prescelto fu l'intagliatore bassanese Aristide Stefani. La nuova statua fu benedetta solo il 12 ottobre 1919 dal vescovo di Vicenza ed esposta alla venerazione dei fedeli in coincidenza del ritorno delle reliquie dei santi protettori.

#### Organo
L'organo a canne della chiesa, all'estremità occidentale, è opera di Francesco Antonio Dacci. Costruito nel 1796, è stato restaurato nel 1980 da Franz Zanin ed è perfettamente funzionante.
Sono inoltre evidenti tracce di altri restauri, come quello degli anni 1821-22 da parte dei veneziani Antonio ed Agostino Callido.
Ha due tastiere di 51 tasti con prima ottava cromatica ed una pedaliera a leggio di 21 tasti con prima ottava corta.

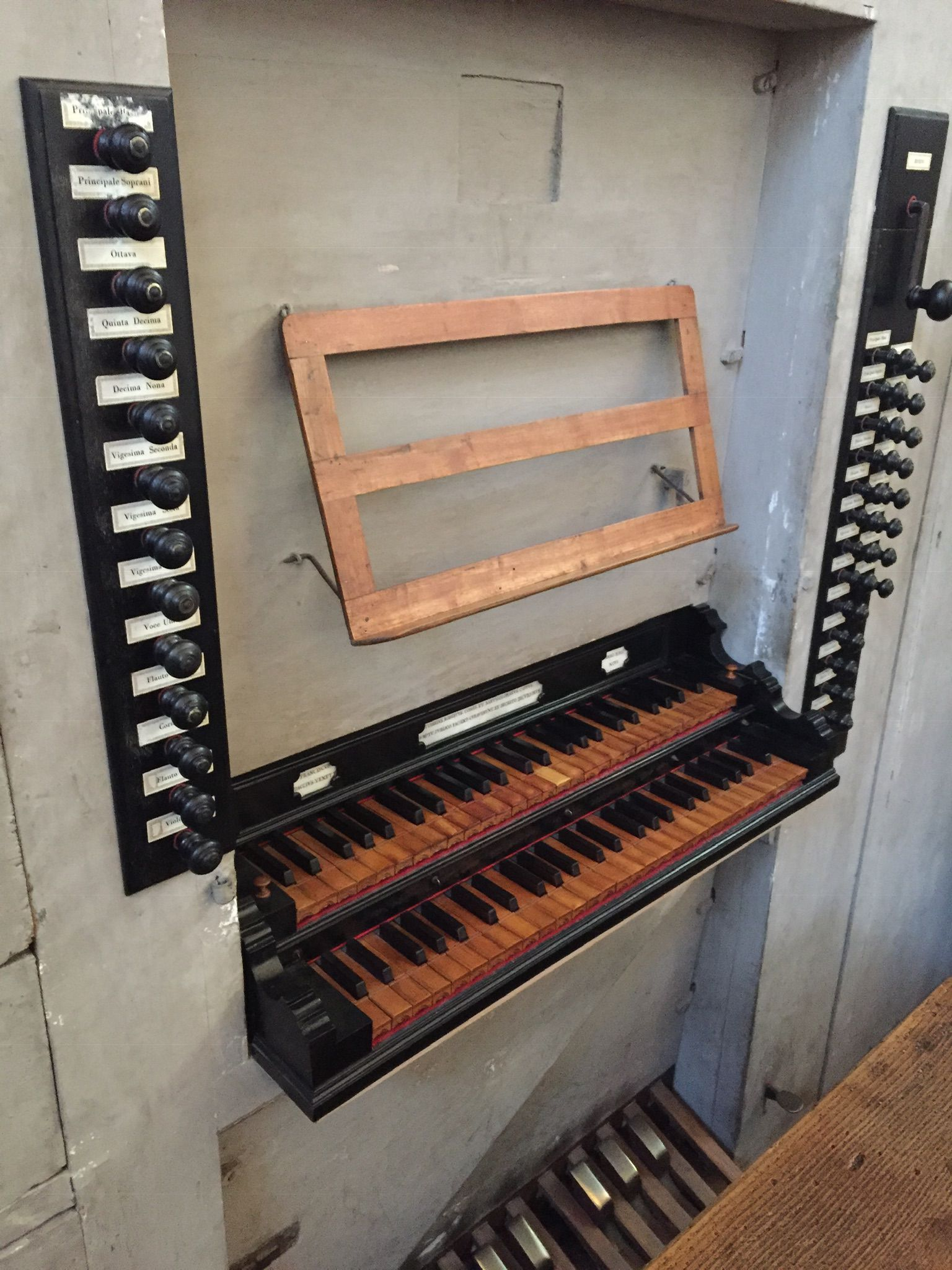
Consolle organo con registri a pomello

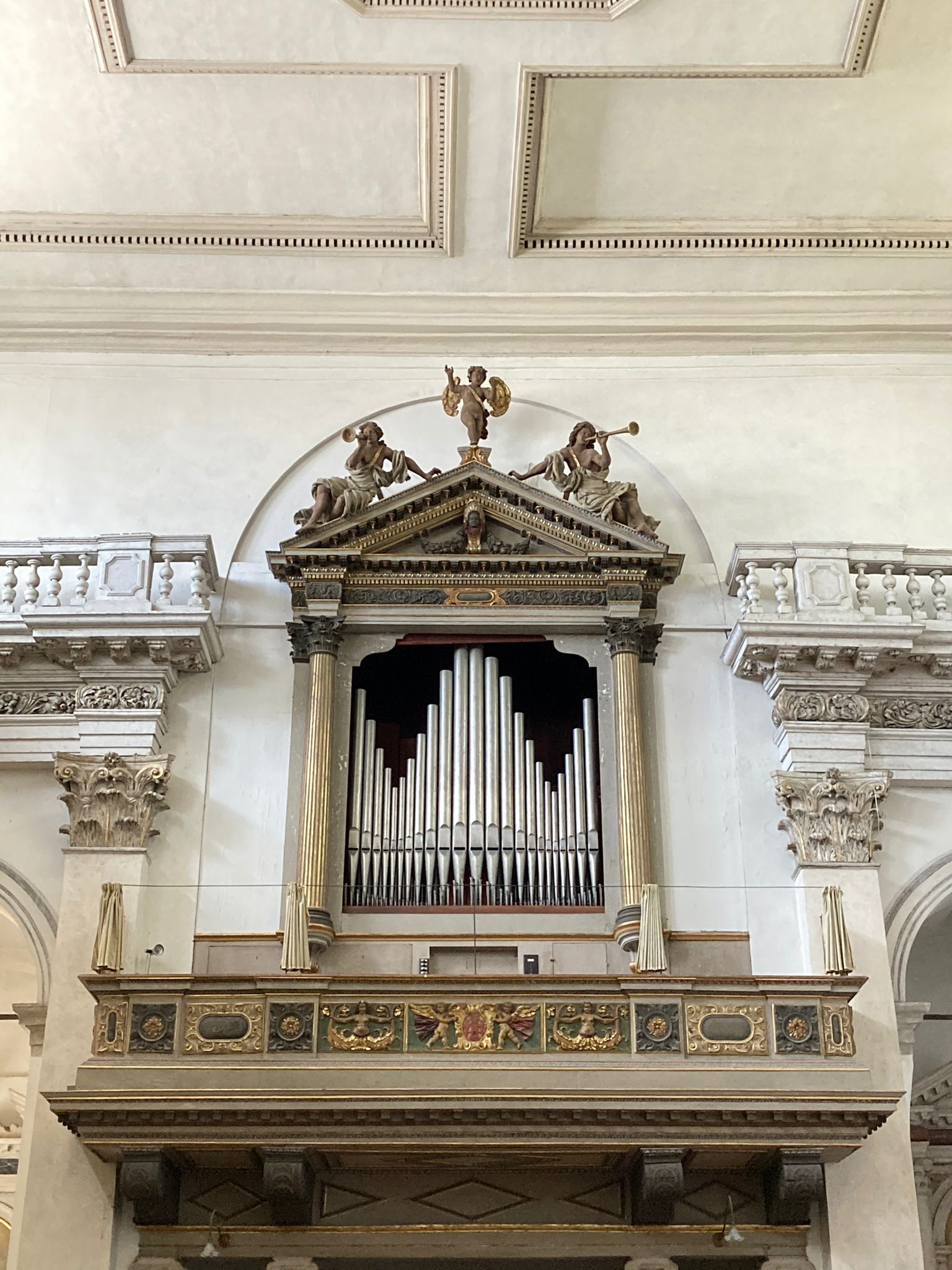
Organo con tendine aperte

Di seguito la disposizione fonica:
| Primo Organo        | Primo Organo |  |  | Secondo Organo     | Secondo Organo |  |  | Pedale                       | Pedale |
| Principale Bassi    | 8'           |  |  | Principale Bassi   | 8'             |  |  | Contrabassi                  | 16'    |
| Principale Soprani  |              |  |  | Principale Soprani |                |  |  | Ottava di Contrabassi        |        |
| Ottava              |              |  |  | Ottava             |                |  |  | Duodecima di Contrabassi     |        |
| Quintadecima        |              |  |  | Quintadecima       |                |  |  | Tromboni                     | 8'     |
| Decimanona          |              |  |  | Decimanona         |                |  |  | XV, XIX, XXII di Contrabassi |        |
| Vigesimaseconda     |              |  |  | Vigesimaseconda    |                |  |  |                              |        |
| Vigesimasesta       |              |  |  | Vigesimasesta      |                |  |  |                              |        |
| Vigesimanona        |              |  |  | Vigesimanona       |                |  |  |                              |        |
| Trigesimaterza      |              |  |  | Voce Umana         |                |  |  |                              |        |
| Trigesimasesta      |              |  |  | Flauto in VIII     |                |  |  |                              |        |
| Voce Umana          |              |  |  | Cornetta           |                |  |  |                              |        |
| Flauto in VIII      |              |  |  | Flauto in XV       |                |  |  |                              |        |
| Flauto in XII       |              |  |  | Violoncelli        |                |  |  |                              |        |
| Cornetta            |              |  |  |                    |                |  |  |                              |        |
| Tromboncini Bassi   |              |  |  |                    |                |  |  |                              |        |
| Tromboncini Soprani |              |  |  |                    |                |  |  |                              |        |

#### Battistero

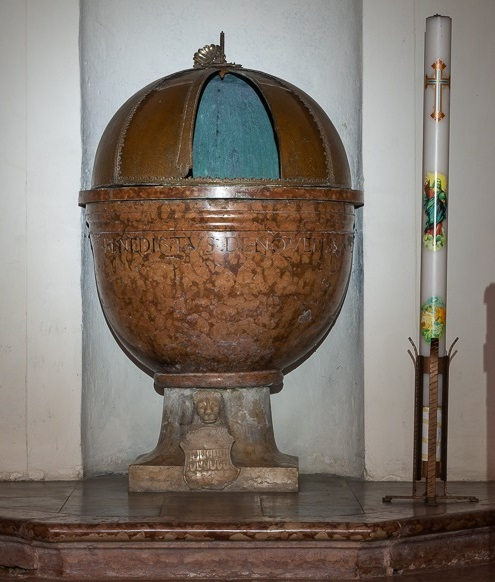
Battistero

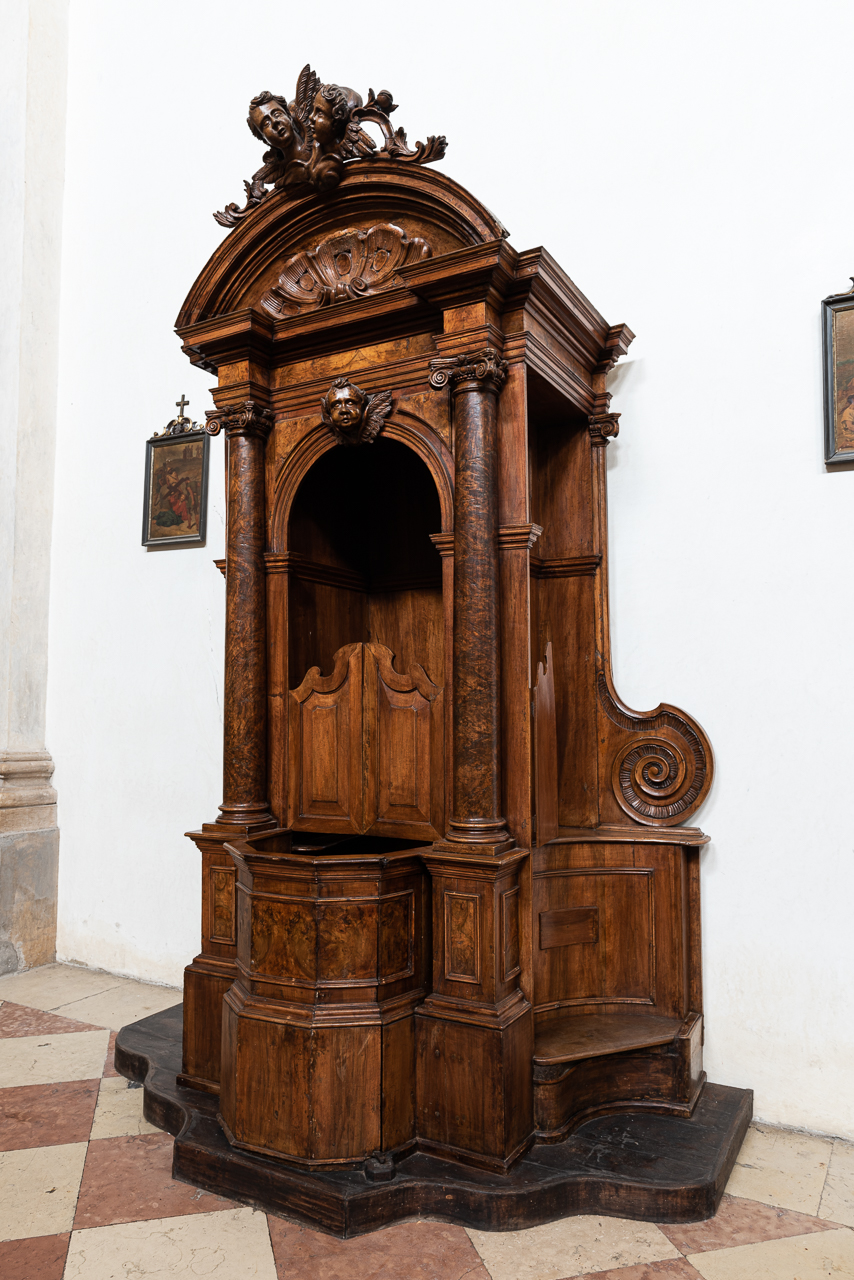
Confessionale in legno

Il battistero è posto centralmente in fondo alla navata, proprio di fronte alla direzione dell'altare maggiore. In quanto chiesa madre del territorio, il duomo di Bassano è stato da secoli sede di un fonte battesimale e la sua posizione risale al 1663. Esso è composto da una coppa di marmo rosso di Pove del diametro di 1 metro, sostenuta da una colonna più antica. Sul fonte si legge l'inscrizione del 1476 col testo «Benedictus De Novellis Archipresbiterus» in ricordo dell'arciprete Benedetto Novello che riportò il battistero nella chiesa verso la fine del Quattrocento. La colonna alla base della coppa riporta lo stemma della famiglia Novello. Il coperchio, di forma emisferica, è in rame ed è sormontato dalla statuetta del Battista.

#### Confessionali
I confessionali presenti sono due e tutti disposti a ridosso della parete nord. Sono opere di un mobiliere locale della fine del Settecento. Sono in legno di noce massiccio e radica di noce. Il vano centrale, sormontato da un timpano rotondo dentro il quale si inserisce la valva di una conchiglia, è delimitato da due piccole semicolonne ioniche. Il profilo del confessionale si arricchisce poi di due grandi volute e del fastigio (la parte più elevata) di due teste di cherubino. Una testa d'angelo si trova nella sommità dell'arco, nella parte anteriore.

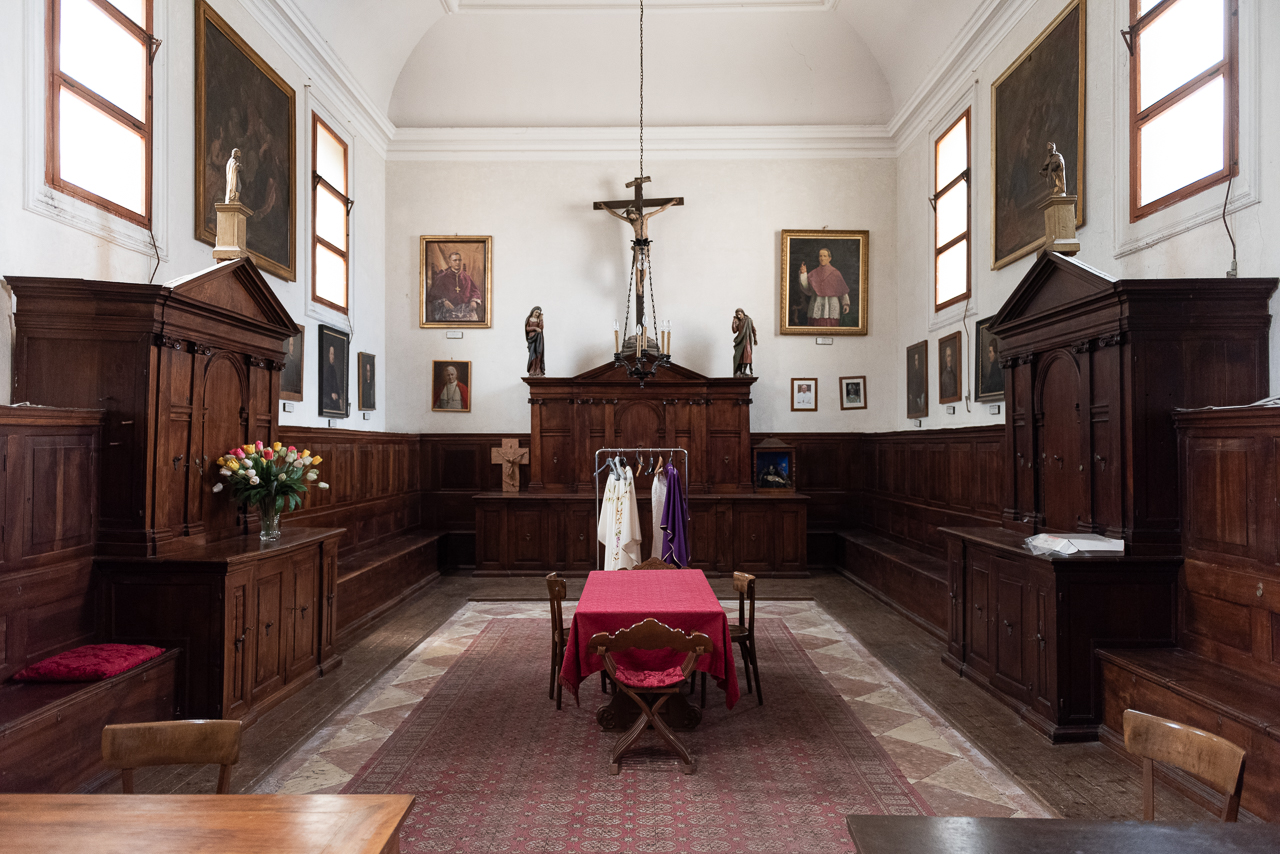
Vista panoramica della sacrestia

#### Sacrestia
L'ambiente si presenta come una vasta sala dotata di controsoffitto semivoltato, di ariose finestrature, di massicci credenzoni classicheggianti, uniti da stipi per l'archivio e da banchi correnti: al centro domina una bella Crocifissione lignea (secolo XVII). Nell'ambiente dove invece era ubicata l'antica sacrestia trovò posto un monumentale e mosso lavabo barocco in pietra rossa di Pove, realizzato sicuramente verso la metà del Settecento.